# الخط الزمني لأزمة البحر الأحمر (يناير 2024 - مايو 2024)
تسرد هذه المقالة الخط الزمني لأزمة البحر الأحمر أو تدخل حركة أنصار الله في الحرب الإسرائيلية الفلسطينية أو هجمات اليمن على إسرائيل، خلال الفترة الممتدة من شهر يناير 2024 إلى شهر مايو 2024، هي هجمات شنتها القوات المسلحة اليمنية الموالية لحركة أنصار الله على إسرائيل خلال الحرب الفلسطينية الإسرائيلية بهدف الضغط على إسرائيل لوقف عدوانها على قطاع غزة التي قتل فيها أكثر من 30 ألف فلسطيني معظمهم من النساء والأطفال، واشتملت الهجمات على عمليات قصف لجنوب إسرائيل باستخدام الصواريخ الباليستية والجوالة والطائرات المسيرة، وأعلنت منع مرور السفن الإسرائيلية والتابعة لاسرائيلين من العبور من مضيق باب المندب والبحر الأحمر والبحر العربي وشنت هجمات على السفن الإسرائيلية باستخدام المسيرات البحرية والصواريخ البحرية واحتجزت سفينة واحدة على الأقل، وفي 9 ديسمبر أعلنت منع مرور جميع السفن من جميع الجنسيات المتوجهة من وإلى الموانئ الإسرائيلية إذا لم تدخل احتياجات قطاع غزة من الدواء والغذاء، وشنت الولايات المتحدة الأمريكية والمملكة المتحدة سلسلة هجمات على مناطق سيطرة حركة أنصار الله في اليمن ردا على استهداف السفن في البحر الأحمر وخليج عدن وعلى إثر الهجمات الأمريكية والبريطانية على اليمن أعلن قائد حركة أنصار الله عبد الملك الحوثي توسيع دائرة الاستهداف لتشمل السفن الأمريكية والبريطانية.

## الأحداث

### يناير

#### 3 يناير
أعلنت القيادة المركزية الأمريكية أن القوات الموالية للحركة أنصار الله الحوثيين أطلقت صاروخين مضادين للسفن من مناطق سيطرة الحركة في اليمن إلى البحر الأحمر. وقالت وكالة الأمن البحري البريطانية أن انفجارات حدثت بالقرب من سفينة شحن بحري في جنوب البحر الأحمر بين سواحل اليمن وإريتريا. وأعلنت القوات المسلحة اليمنية الموالية لحركة أنصار الله الحوثيين استهداف السفينة "سي إم أي سي جي إم تيج" التي كانت متجهة إلى إسرائيل. وأعضاء مجلس الأمن الدولي يطالبون حركة أنصار الله الحوثيون بوقف الهجمات على السفن في البحر الأحمر وخليج عدن، ودعو إلى الإفراج عن السفينة غالاكسي ليدر وطاقمها، واعتبر أعضاء مجلس الأمن الهجمات التي تشن على السفن تهديد للاستقرار الإقليمي وحرية الملاحة وامدادت الغذاء العالمية.

#### 4 يناير
شركة الأمن البحري البريطانية أمبري تقول إن مسلحين صعدوا على متن سفينة شحن ترفع علم ليبيريا خلال إبحارها قرب الصومال. واشارت الى حصولها على معلومات استخبارتية تتحدث عن إطلاق صواريخ من مناطق سيطرة حركة أنصار الله الحوثيين في محافظة تعز باتجاه باب المندب. وقائد القوات البحرية الأميركية في الشرق الأوسط براد كوبر يقول إن القوات الموالية لحركة أنصار الله الحوثيين أطلقت زورق مسير مفخخ بتجاه ممرات الملاحة الدولية في البحر الأحمر وان الزورق انفجر على بعد 3 كم من السفن التجارية.

#### 6 يناير
قالت وكالة عمليات التجارة البحرية البريطانية إن 6 زوارق اقتربت من سفينة تجارية في البحر الأحمر على بعد 50 ميلاً بحريًا من مدينة المخاء اليمنية. وأعلنت القيادة المركزية الأميركية إسقاط المدمرة يو إس إس لابون طائرة مسيرة في جنوب البحر الأحمر أطلقت من مناطق سيطرة حركة أنصار الله الحوثيين في اليمن وأكدت أن إسقاط الطائرة المسيرة كان بالقرب من سفن تجارية متعددة في المياه الدولية وأنه يأتي في سياق الدفاع عن النفس وإشارات إلى عدم وجود بلاغات عن أضرار أو إصابات.

#### 9 يناير
قالت شركة الأمن البحري أمبري البريطانية أن ثلاثة زوارق اقتربوا من سفينة نقل بضائع كانت تبحر جنوب غرب مدينة المخا اليمنية في البحر الأحمر وإشارات إلى إطلاق صاروخين من اتجاه الزوارق وتحليق طائرة مسيرة أمام السفينة. وهيئة عمليات التجارة البحرية البريطانية تعلن عن وقوع حادث في البحر الأحمر على بعد 50 ميلاً بحريًا قبالة سواحل مدينة الحديدة اليمنية.

#### 10 يناير
القيادة المركزية الأمريكية تعلن إسقاط 18 طائرة مسيرة وصاروخين كروز وصاروخ بالستي مضاد للسفن أطلقتهم القوات اليمنية الموالية لحركة أنصار الله الحوثيين من مناطق سيطرتها في اليمن نحو جنوب البحر الأحمر، وأكدت أن هذا الهجوم هو السادس والعشرون منذ 19 نوفمبر 2023. والقوات المسلحة اليمنية الموالية لحركة أنصار الله الحوثيين تعلن عن تنفيذ عملية عسكرية في البحر الأحمر باستخدام الصواريخ الباليستية والبحرية والطائرات المسيرة ضد سفينة أمريكية كانت تقدم الدعم لإسرائيل. ومجلس الأمن الدولي يصدر قرار يطالب حركة أنصار الله الحوثيين بالتوقف فوراً عن شن الهجمات التي تعمل على عرقلة التجارة الدولية وتقوض الحقوق والحريات الملاحية والسلم والأمن.

#### 11 يناير
قالت القيادة المركزية الأمريكية إن القوات المسلحة اليمنية الموالية لحركة أنصار الله الحوثيين أطلقت من مناطق سيطرتها في اليمن صاروخًا باليستيًا مضادا للسفن على خط الملاحة الدولي في خليج عدن.

#### 12 يناير
الولايات المتحدة والمملكة المتحدة يشنان عمليات قصف على أهداف في محافظات صنعاء والحديدة وحجة وذمار وتعز وصعدة. وأعلن الرئيس الأمريكي جو بايدن تنفيذ القوات الأمريكية بتعاون مع القوات البريطانية مدعومة من البحرين وأستراليا وكندا وهولندا غارات جوية على أهداف لحركة أنصار الله الحوثيين في اليمن ردًا على مهاجمة السفن الدولية في البحر الأحمر وأعلنت القوات المسلحة اليمنية الموالية لحركة أنصار الله الحوثيين شن القوات الأمريكية والبريطانية 73 غارة استهدفت محافظات صنعاء والحديدة وتعز وحجة وصعدة وأكدت مقتل خمسة أفراد وإصابة ستة أفراد من القوات المسلحة. وقالت هيئة عمليات التجارة البحرية البريطانية أنه تم إطلاق صاروخ نحو سفينة تبعد قرابة 90 ميلاً بحريًا عن مدينة عدن في اليمن.

#### 13 يناير
شنت الولايات المتحدة غارات على أهداف في صنعاء والحديدة، وقال مسؤولون أمريكيون إن الغارة استهدفت منشآت رادار، وغارات على القاعدة البحرية في منطقة الكثيب في محافظة الحديدة

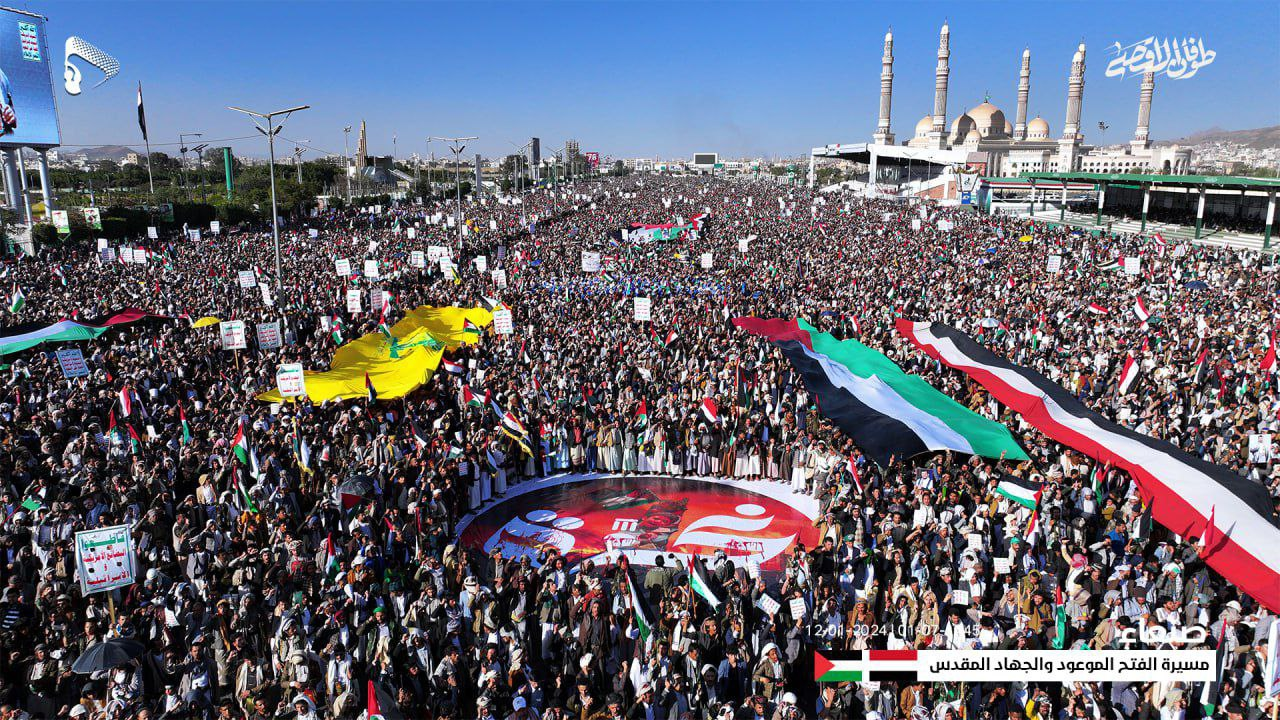
تظاهرة في صنعاء متضامنة مع فلسطين وداعمة للعمليات القوات المسلحة اليمنية الموالية للحوثيين ضد إسرائيل.

#### 14 يناير
قالت هيئة العمليات البحرية البريطانية إن زورقين اعترضا سفينة تجارية في جنوب البحر الأحمر على بعد 23 ميلاً بحريا من منطقة عصب في أريتريا وحاولا تغيير مسار السفينة التجارية. وتعرض جبل جدع في مديرية اللحية بمحافظة الحديدة لقصف أمريكي بريطاني وفق إعلان وكالة الأنباء الحكومية سبأ في مناطق سيطرة حركة أنصار الله الحوثيون.

#### 15 يناير
أعلنت القيادة المركزية الأمريكية أن القوات المسلحة اليمنية الموالية لحركة أنصار الله الحوثيون استهدفت المدمرة الأمريكية يو إس إس لابون بصاروخ كروز مضاد للسفن أطلقته من مناطق سيطرتها وأكدت أن طائرة أمريكية اعترضت الصاروخ. واشارت إلى إصابة سفينة شحن حاويات أمريكية ترفع علم مارشال جنوب البحر الأحمر بصاروخ باليستي أطلق من مناطق سيطرة حركة أنصار الله الحوثيون وأعلنت القوات المسلحة اليمنية الموالية لحركة أنصار الله الحوثيون استهداف سفينة أمريكية في خليج عدن بعدد من الصواريخ البحرية وأكدت أن الصواريخ أصابت السفينة بشكل دقيق ومباشر.

#### 16 يناير
أعلنت القوات الأمريكية شن ضربات على 4 صواريخ باليستية مضادة للسفن كانت معدة للإطلاق في مناطق سيطرة حركة أنصار الله في اليمن، وأصيبت سفينة شحن ترفع علم مالطا جنوب البحر الأحمر بصاروخ وفق بيان شركة الأمن البحري البريطاني أمبري، وأشارت إلى أن الحادثة وقعت على بعد 76 ميلاً شمال غرب ميناء الصليف. وأعلنت القوات المسلحة اليمنية الموالية لحركة أنصار الله الحوثيون استهداف السفينة زوغرافيا بصواريخ بحرية، وأكدت أن السفينة كانت متجهة إلى إسرائيل، وأعلنت القيادة المركزية الأمريكية مصادرة سفينة في بحر العرب تحمل أسلحة ومكونات صواريخ باليستية ومجنحة قالت أن مصدرها من إيران وانها كانت متوجهة إلى حركة أنصار الله الحوثيون في اليمن.

#### 17 يناير
أعلنت شركة الأمن البحري البريطانية أمبري عن اقتراب ثلاثة زوارق وطائرة مسيرة من سفينة نقل حاويات ترفع علم مالطا على بعد 10 أميال من منطقة ذو باب بمحافظة تعز، وأعلنت هيئة عمليات التجارة البحرية البريطانية تعرض سفينة لهجوم باستخدام "نظام جوي مسير" على بعد 60 ميل من جنوب شرق عدن، وأكدت تسبب الهجوم باشتعال حريق في السفينة، وأعلنت الولايات المتحدة إعادة تصنيف حركة أنصار الله الحوثيون في قائمة الإرهاب وأن قرار التصنيف سيدخل بعد 30 يومًا، وأعلنت القوات المسلحة اليمنية الموالية لحركة أنصار الله الحوثيون استهداف سفينة أمريكية في خليج عدن تحمل اسم جينكو بيكاردي، بعدد من الصواريخ البحرية، وأكدت إصابة السفينة.

#### 18 يناير
قصف أمريكي يستهدف مواقع في محافظات صعدة والحديدة وتعز والبيضاء، وأعلنت القوات المسلحة اليمنية الموالية لحركة أنصار الله استهداف سفينة أمريكية في خليج عدن تحمل اسم كيم رينجر بصواريخ بحرية.

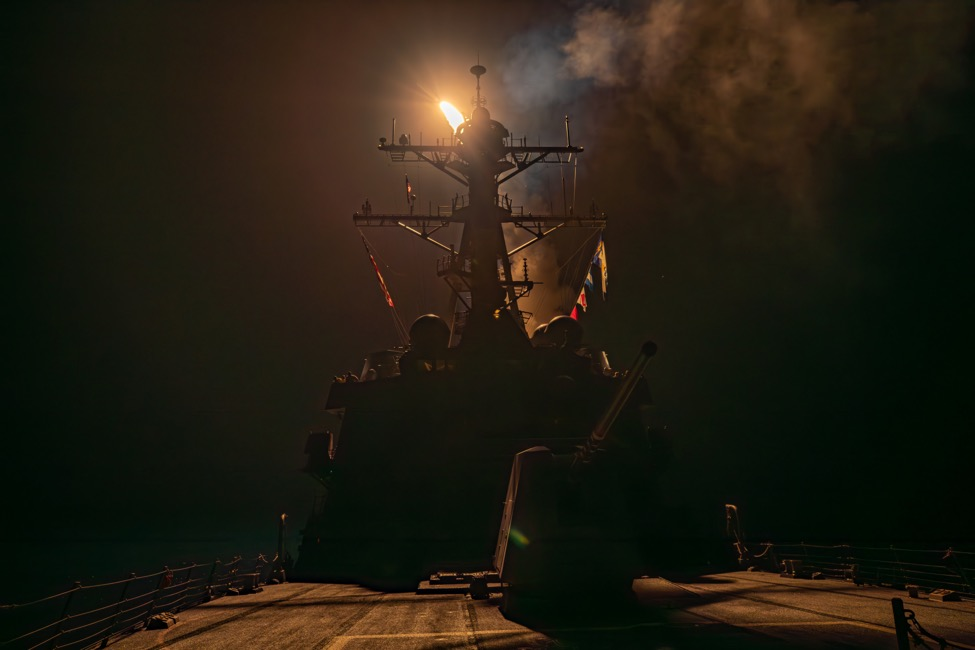
سفينة حربية أمريكية تطلق صاروخا على أهداف في اليمن.

#### 19 يناير
قصف أمريكي على أهداف في منطقة الجبانة في مدينة الحديدة. والولايات المتحدة تعلن شن ضربة استباقية على منصات إطلاق للصواريخ تابعة لحركة أنصار الله الحوثيون في اليمن.

#### 20 يناير
أعلنت القيادة المركزية الأمريكية تنفيذ غارات جوية على صاروخ مضاد للسفن في مناطق سيطرة حركة أنصار الله الحوثيون.

#### 22 يناير

طائرة أمريكية تستعد للإقلاع لقصف أهداف في اليمن، 22 يناير 2024.

القيادة المركزية الأمريكية تعلن تغيير حالة جنديين أمريكيين مفقودين في خليج عدن إلى متوفيين بعد عمليات بحث استمرت 10 أيام شاركت بها فرق من الولايات المتحدة واليابان وأسبانيا لتحديد موقعهم في مساحة 21 ميلًا مربعًا، وأعلنت القوات المسلحة اليمنية الموالية لحركة أنصار الله استهداف سفينة الشحن العسكرية الأمريكية أوشن غاز في خليج عدن بصواريخ بحرية،. ونفت القيادة المركزية للقوات البحرية الأميركية استهداف القوات المسلحة اليمنية الموالية لحركة أنصار الله الحوثيون لسفينة أوشن جاز وأكدت أنها استمرت بالتواصل معها خلال عبورها الأمن وأعلنت تنفيذ القوات الأمريكية بمشاركة القوات الجوية البريطامية بدعم من كندا وأستراليا وهولندا والبحرين ضربات جوية على 8 أهداف لحركة أنصار الله الحوثيون في اليمن تستخدم لمهاجمة السفن التجارية والسفن البحرية الأمريكية في البحر الأحمر وباب المندب وخليج عدن وأضافت أن الأهداف تشمل منشآت تخزين وأنظمة دفاع جوية ومنشآت رادار وأنظمة صواريخ وقاذفات وأكدت أن الهجمات تهدف إلى إضعاف قدرات حركة أنصار الله الحوثيين على شن هجمات على الممرات البحرية والسفن الأمريكية والبريطانية وإشارات إلى أن هذه العملية منفصلة عن عمليات تحالف حارس الازدهار.

#### 23 يناير
أعلنت القوات المسلحة اليمنية الموالية لحركة أنصار الله الحوثيون شن القوات الأمريكية والبريطانية 18 غارة جوية يوم 22 يناير 2024 توزعت على العاصمة صنعاء ومحافظة تعز ومحافظة الحديدة ومحافظة البيضاء، وأكدت على أن «هذه الاعتداءات لن تمر دون رد وعقاب».

#### 24 يناير
أعلنت القيادة المركزية الأمريكية استهداف صاروخيين مضادين للسفن في مناطق سيطرة حركة أنصار الله الحوثيون في اليمن كانا مجهزين للإطلاق على سفن جنوب البحر الأحمر، وأعلنت هيئة العمليات البحرية البريطانية وقوع انفجار قرب سفينة كانت تبحر على بعد 50 ميلاً بحريا من ميناء المخا جنوب البحر الأحمر، وأعلنت الولايات المتحدة الأمريكية اعتراض مدمرة أمريكية صاروخين أطلقا من مناطق سيطرة حركة أنصار الله الحوثيين في اليمن على سفينتين جنوب البحر الأحمر وأكدت أن صاروخاً ثالثًا أخطأ هدفه. وأعلنت البحرية الأمريكية تعرض سفينتين تتبع شركة ميرسك وتنقلان شحنات لوزيرتي الدفاع والخارجية الأمريكيتين لهجوم خلال إبحارها قبالة سواحل اليمن، وأعلنت القوات المسلحة اليمنية الموالية لحركة أنصار الله الحوثيون اشتباكها لمدة ساعتين مع السفن الحربية الأمريكية في مضيق باب المندب وخليج عدن كانت تقدم الحماية لسفينتي امريكيتيين تجاريتين، وأكدت إصابة سفينة حربية أمريكية خلال الاشتباك ووصول الصواريخ الباليستية إلى أهدافها رغم محاولات القوات الأمريكية اعتراضها، واجبار السفينتين الامريكتيين التجاريتين على التراجع.

#### 25 يناير
العثور على جثث 8 صيادين يمنيين في جزيرة قرب جزر ذو حراب اليمنية في البحر الأحمر وعلى جثثهم اثار طلقات نارية.

#### 26 يناير
أعلنت القيادة المركزية الأمريكية إسقاط المدمرة الأمريكية يو إس إس كارني في خليج عدن لصاروخ باليستي مضاد للسفن أطلق من مناطق سيطرة حركة أنصار الله الحوثيين في اليمن بتجاهها. وأعلنت شركة الأمن البحري أمبري اندلاع حريق في سفينة تجارية جنوب شرق عدن عقب إصابتها بصاروخ. وأعلنت هيئة عمليات التجارية البحرية البريطانية إبلاغ سفينة كانت تبحر في البحر الأحمر على بعد 60 ميلا بحريا من مدينة الحديدة عن رؤية صواريخ وعن انفجار وقع قرب السفينة وانفجار آخر على بعد نصف ميل بحري من السفينة، بينما أعلنت القوات المسلحة اليمنية الموالية لحركة أنصار الله الحوثيون استهداف ناقلة النفط البريطانية مارلين لواندا في خليج عدن بعدد من الصواريخ واكدت إصابة السفينة بشكل مباشر واحتراق السفينة.

#### 27 يناير
أعلنت القيادة المركزية الأمريكية استهداف صاروخ باليستي مضاد للسفن في مناطق سيطرة حركة أنصار الله وأكدت أن الصاروخ كان على وشك الانطلاق نحو البحر الأحمر، وأشارت إلى أن الصاروخ كان يمثل تهديدا وشيكا للسفن التجارية وسفن الحربية الأمريكية في البحر الأحمر. وقالت قناة المسيرة التابعة لحركة أنصار الله إن الولايات المتحدة والمملكة المتحدة شنتا غارتين جويتين على ميناء رأس عيسى النفطي في محافظة الحديدة.

#### 28 يناير
أعلنت وزارة الدفاع البريطانية إسقاط المدمرة إتش إم أس دايموند طائرة مسيرة أطلقت من مناطق سيطرة حركة أنصار الله في اليمن كانت تستهدف المدمرة في البحر الأحمر.

#### 29 يناير
أعلنت القوات المسلحة اليمنية الموالية لحركة أنصار الله الحوثيون استهداف سفينة لويس بي بولير الأمريكية التابعة للقوات البحرية الأمريكية بصاروخ بحري خلال إبحارها في خليج عدن. وقالت هيئة عمليات التجارة البحرية البريطانية إن ثلاثة زوارق اقتربت من سفينة تجارية كانت تبحر على بعد 50 ميلا بحريا جنوب شرق مدينة المخا في اليمن وأشارت إلى أن الطاقم الأمني للسفينة أطلق طلقات تحذيرية وأكدت أن السفينة تتوجهان بعد الحادثة إلى أقرب ميناء.

#### 31 يناير
أعلنت القيادة المركزية الأمريكية اعتراض مدمرة أمريكية لصاروخ مضاد للسفن أطلق من مناطق سيطرة حركة أنصار الله في اليمن، وأعلنت القوات المسلحة اليمنية الموالية لحركة أنصار الله استهداف المدمرة الأمريكية يو إس إس غريفلي في مياه البحر الأحمر بصواريخ بحرية، وقالت شركة الأمن البحري البريطانية أمبري أن سفينة تجارية كان تبحر على بعد 69 ميل بحري من مدينة عدن في اليمن أبلغتها بتعرض جانبها الأيمن لانفجار عقب استهداف السفينة بصاروخ وإشارت إلى إطلاق صاروخ من مناطق سيطرة حركة أنصار الله في اليمن. وأعلنت القوات المسلحة اليمنية الموالية لحركة أنصار الله الحوثيون استهداف السفينة التجارية الأمريكية كول بعدة صواريخ بحرية وأكدت أن الصواريخ أصابت السفينة بشكل مباشر وأضافت أن السفينة كانت متوجهة إلى «مواني فلسطين المحتلة»، وأكدت استمرارها في منع السفن المرتبطة بإسرائيل أو المتوجهة إليها من المرور في البحر الأحمر وان كافة السفن الأمريكية والبريطانية في البحر الأحمر والعربي أهداف مشروعة «للقوات المسلحة اليمنية طالما استمر العدوان الأمريكي البريطاني على بلدنا».

### فبراير

#### 1 فبراير
غارات جوية أمريكية وبريطانية تستهدف منطقة الجبانة في محافظة الحديدة. وأعلنت القيادة المركزية الأمريكية ان قواتها نفذت ضربات استهدفت 10 طائرات مسيرة ومركز تحكم بطائرات المسيرة في مناطق سيطرة حركة أنصار الله وبررت الضرب بانها دفاع عن النفس واكدت ان الطائرات المسيرة ومركز التحكم كانا يمثلان تهديدا للسفن التجارية وسفن البحرية الأمريكية، وأعلنت القوات المسلحة اليمنية الموالية لحركة أنصار الله استهداف سفينة تجارية بريطانية في البحر الأحمر كانت متوجهة إلى "مواني فلسطين المحتلة" بصواريخ بحرية. أعلنت القيادة المركزية الأمريكية أنها دمرت زورقا مفخخا تابعا لحركة أنصار أنصار الله في البحر الأحمر، و إسقاط طائرة مسيرة فوق خليج عدن أطلقت من مناطق سيطرة حركة أنصار الله الحوثيون في اليمن.

#### 2 فبراير
أعلنت حركة أنصار الله الحوثيون تعرض محافظة حجة لسبع غارات أمريكية وبريطانية. وأعلن الجيش الإسرائيلي اعتراض صاروخ أرض أرض أطلق من اليمن بتجاه إسرائيل في منطقة البحر الأحمر، باستخدام منظومة السهم. وأعلنت القوات المسلحة اليمنية الموالية لحركة أنصار الله الحوثيون قصف أهداف محددة في "منطقة أم لرشراش جنوب فلسطين المحتلة" بعدد من الصواريخ الباليستية.

#### 3 فبراير
أكدت هيئة عمليات التجارة البحرية البريطانية وجود نشاط مكثف لطائرات مسيرة غرب مدينة الحديدة اليمنية بنطاق 30 ميلا بحريا، وأعلنت القيادة المركزية الأمريكية إسقاط 8 طائرات مسيرة قبالة سواحل اليمن في البحر الأحمر وأضافت أنها دمرت 4 طائرات مسيرة على الأرض في مناطق سيطرة أنصار الله في اليمن كانت مجهزة للإطلاق، واستهداف 6 صواريخ كروز مضادة للسفن في مناطق سيطرة حركة أنصار الله الحوثيون في اليمن وأشارت إلى أن الصواريخ كان معدة لاستهداف سفن في البحر الأحمر وأكدت أن الصواريخ كانت تشكل تهديدا للسفن التجارية والسفن الحربية الأمريكية. وأعلنت حركة أنصار الله الحوثيون شن القوات الأمريكية والبريطانية غارات جوية استهدفت مناطق عطان والنهدين في العاصمة صنعاء ومديرية بني حشيش في محافظة صنعاء وتعرض شكات الاتصالات في منطقة البرح في مديرية مقبنة ومناطق في مديرية حيفان بمحافظة تعز لإحدى عشرة غارة وتعرض جبل الجدع ومديرية الصليف في محافظة الحديدة لثلاث غارات وتعرض منطقة الجر بمديرية عبس بمحافظة حجة لسبع غارات وتعرضت مديريات رداع والسوادية بمحافظة البيضاء لسبع غارات وتعرض مناطق بذمار لغارات جوية وإشارات إلى أن مجموع الغارات بلغ 30غارة، وأعلنت الولايات المتحدة والمملكة المتحدة قصف 36 هدفا في مناطق سيطرة حركة أنصار الله في اليمن وأكدت على أن القصف يهدف إلى إضعاف وتعطيل قدرات القوات اليمنية الموالية لحركة أنصار الله على تهديد الملاحة التجارة العالمية. وأعلنت القيادة المركزية الأمريكية تنفيذ القوات الأمريكية والبريطانية بدعم من كندا وأستراليا والبحرين وهولندا والدنمارك ونيوزيلندا لضربات على 36 هدفا في 13 موقعا في مناطق سيطرة حركة أنصار الله في اليمن وإشارات إلى أن الأهداف شملت مخازن الأسلحة تحت الأرض ومراكز القيادة والسيطرة وأنظمة الصواريخ ومخازن ومواقع تشغيل الطائرات المسيرة ومواقع الراداردت والمروحيات.

#### 4 فبراير
أعلنت القوات المسلحة اليمنية الموالية لحركة أنصار الله الحوثيون تعرض العاصمة صنعاء ومحافظات تعز وصنعاء والحديدة والبيضاء وحجة وصعدة ل 48 غارة أمريكية وبريطانية يوم 3 فبراير. وأعلنت القيادة المركزية الأمريكية تنفيذ ضربة استهدفت صاروخا مضادا للسفن كان معد للإطلاق في مناطق حركة أنصار الله الحوثيون في اليمن . واضافت انها استهدافت 5 صواريخ كروز مضادة للسفن في مناطق سيطرة أنصار الله في اليمن وأشارت إلى أن الصواريخ كانت مجهزة للإطلاق على سفن في البحر الأحمر وأبررت الاستهداف بأنه دفاع عن النفس.

#### 5 فبراير
8 غارات أمريكية وبريطانية تستهدف منطقة رأس عيسى وغارتان بمنطقة الكثيب و3 غارات بمناطق الزيدية بمحافظة الحديدة بينما 4 غارات استهدفت مناطق في محافظة صعدة. وإصابة 5 أشخاص في ضربات أمريكية وبريطانية على منطقة الكثيب في مدينة الحديدة. وأعلنت القيادة المركزية الأمريكية استهداف زورقين مسيرين في مناطق سيطرة أنصار الله في اليمن وأشارت إلى أن الزورقين كانا يشكلان تهديدا للسفن التجارية والسفن الحربية الأمريكية.

#### 6 فبراير

النقاط الحمراء: مناطق الغارات، المناطق الخضراء: مناطق سيطرة حركة أنصار الله

أعلنت القيادة المركزية الأمريكية أنها نفذت غارة استهدفت طائرتين مسيرتين في مناطق سيطرة حركة أنصار الله في اليمن وأشارت إلى أن هذه الغارة دفاع عن النفس وأكدت على أن الطائرتين المسيرتين كانتا تشكلان تهديدا للسفن الحربية الأمريكية والسفن التجارية. وأعلنت هيئة عمليات التجارة البحرية البريطانية تلقيها بلاغ بوقع حادث على 57 ميلا بحريا غرب مدينة الحديدة اليمنية. وأعلنت شركة أمبري البريطانية للأمن البحري تعرضا سفينة بريطانية ترفع علم بربادوس لأضرار بسبب استهدفها بطائرة مسيرة قبالة سواحل اليمن في البحر الأحمر. وأعلنت القوات المسلحة اليمنية الموالية لحركة أنصار الله الحوثيون استهداف السفينة الأمريكية ستار ناسيا والسفينة البريطانية مورنينغ تأيد بصواريخ بحرية وأكدت إصابة الصواريخ لسفينتين بشكل مباشر ودقيق. وأعلنت شركة أمبري البريطانية للأمن البحري استهداف سفينة ترفع علم جزر مارشال على بعد 53 ميلا بحريا جنوب غرب مدينة عدن، وإشارات إلى أن السفينة كانت متوجهة من الهند إلى الولايات المتحدة.

#### 7 فبراير
قالت القيادة المركزية الأمريكية إن حركة أنصار الله الحوثيون أطلقت 6 صواريخ باليستية على سفينتين ستار ناسيا في خليج عدن ومورنينغ تأيد البحر الأحمر وإشارات إلى أن السفينة استار ناسيا استهدفت بثلاثة صواريخ وان المدمرة الأمريكية لابون كانت بقرب السفينة واعترضت صاروخا واحدا، وقالت حركة أنصار الله الحوثيون إن القوات الأمريكية والبريطانية شنتا غارتين على منطقة رأس عيسى بمحافظة الحديدة.

#### 8 فبراير
غارت أمريكية وبريطانية تستهدف أهدافا في منطقة القطنيات في مديرية باقم بمحافظة صعدة، ومنطقة رأس عيسى بمحافظة الحديدة بغارتين، وأعلنت القيادة المركزية الأمريكية استهداف 3 صواريخ كروز مجهزة للإطلاق في مناطق سيطرة حركة أنصار الله باليمن يوم 7 فبراير، وإشارات إلى أن الصواريخ كانت تشكل تهديدا على السفن التجارية والسفن الحربية الأمريكية في البحر الأحمر وان استهدافها يأتي في إطار الدفاع عن النفس.

#### 9 فبراير
أعلنت القيادة المركزية الأمريكية أنها يوم 8 فبراير استهدفت 4 زوارق مفخخة و 7 صواريخ كروز في مناطق سيطرة حركة أنصار الله في اليمن وأشارت إلى أن الصواريخ كانت معدة لاستهداف السفن في البحر الأحمر، وغارات أمريكية وبريطانية تستهدف مناطق الجبانة والطائف بمديرية الدريهيمي بمحافظة الحديدة.

#### 10 فبراير
أعلنت القيادة المركزية الأمريكية أن قواتها في 9 فبراير 2024 استهدفت 4 صواريخ كروز مضادة للسفن وصاروخ كروز أرض أرض وسفينتين غير مأهولتين في مناطق سيطرة حركة أنصار الله الحوثيون في اليمن، و3 غارات أمريكية بريطانية تستهدف مديرية الصليف في محافظة الحديدة، وأعلنت حركة أنصار الله مقتل 17 ضابطا في القوات المسلحة اليمنية الموالية لحركة أنصار الله ولم تحدد مكان ووقت مقتلهم.

طائرة أمريكية تستعد للإقلاع لقصف أهداف في اليمن - 22 يناير 2024

#### 11 فبراير
أعلنت القيادة المركزية الأمريكية استهداف زورقين بحريين مسيرين وثلاثة أنظمة صواريخ مضادة للسفن في مناطق سيطرة حركة أنصار الله شمال مدينة الحديدة اليمنية.

#### 12 فبراير
أعلنت شركة الأمن البحري البريطانية أمبري تعرضا سفينة ترفع علم جزر مرشال ومملوكة لجهة يونانية لاستهداف بصواريخ على بعد 40 ميلا بحريا جنوب غرب المخاء، وأعلنت القوات المسلحة اليمنية الموالية لحركة أنصار الله الحوثيون استهداف سفينة ستار أيرس الأمريكية خلال إبحارها في البحر الأحمر بعدد من الصواريخ البحرية وأشارت إلى أن الصواريخ أصابت السفينة إصابة مباشرة ودقيقة.

#### 13 فبراير
غارات أمريكية بريطانية تستهدف مديرية الصليف ومديرية مديرية التحيتا في محافظة الحديدة.

#### 14 فبراير
غارات أمريكية بريطانية تستهدف منطقة الجبانة في بمدينة الحديدة ومنطقة رأس عيسى في محافظة الحديدة.

#### 15 فبراير
أعلنت هيئة عمليات التجارة البحرية البريطانية وقوع انفجار قرب سفينة تبعد 85 ميلا بحريا شرق مدينة عدن اليمنية، غارات أمريكية وبريطانية تستهدف منطقة الجاح في بمديرية بيت الفقية بمحافظة الحديدة، وأعلنت شركة الأمن البحري البريطانية أمبري تعرض ناقلة نفط لهجوم على بعد 100 ميل بحري شرق مدينة عدن وأكدت أن الهجوم تسبب بتسرب وقود السفينة، وأعلنت القوات المسلحة اليمنية الموالية لحركة أنصار الله الحوثيون استهداف سفينة ليكافيتوس البريطانية خلال إبحارها في خليج عدن باستخدام صواريخ بحرية.

#### 16 فبراير
شنت القوات الأمريكية والبريطانية غارتين على منطقة الجبانة في مدينة الحديدة و 3 غارات على منطقة الجاح شمال مديرية الزهرة بمحافظة الحديدة، وأعلنت هيئة عمليات التجارة البريطانية وقوع حادث لسفينة في البحر الأحمر على بعد 72 ميلا بحريا من ميناء المخا.

#### 17 فبراير
أعلنت القيادة المركزية الأمريكية استهداف صاروخ كروز متنقلا مضادا للسفن وسفينة سطحية مسيرة وأشارت إلى أنها كانت تمثل تهديدا على السفن الحربية الأمريكية والتجارية في المنطقة، وقالت إن القوات المسلحة اليمنية الموالية لحركة أنصار الله الحوثيون أطلقوا 4 صواريخ باليستية مضادة للسفن من مناطق سيطرتهم في اليمن، وأكدت أن ثلاثة صواريخ أطلقت بتجاه سفينة إم تي بولوكس في البحر الأحمر، وأعلنت القوات المسلحة اليمنية الموالية لحركة أنصار الله الحوثيون استهداف سفينة بولوكس في البحر الأحمر وقالت إن السفينة بريطانية وأشارت إلى أن استهداف السفينة تم باستخدام عدد كبير من الصواريخ البحرية وان الصواريخ إصابة السفينة بشكل مباشر ودقيق.

#### 18 فبراير
أعلنت القيادة المركزية الأمريكية استهداف 3 صواريخ كروز وسفينة مسيرة وغواصة مسيرة في مناطق سيطرة حركة أنصار الله في اليمن، وأعلنت هيئة التجارة البحرية البريطانية وقوع انفجار قرب سفينة تسبب بحدوث أضرار في السفينة التي كانت تبحر على بعد 35 ميلا بحريا من جنوب مدينة المخاء اليمنية.

#### 19 فبراير
أعلنت القوات المسلحة اليمنية الموالية لحركة أنصار الله الحوثيون استهداف سفينة روبيمار البريطانية خلال إبحارها في خليج عدن باستخدام عدد من الصواريخ البحرية وأكدت أن الصواريخ أصابت السفينة بشكل مباشر ودقيق وحدثت أضرار كبيرة في السفينة وأشارت إلى أنها راعت خروج طاقم السفينة بأمان. وفي 2 مارس 2024 أعلنت الحكومة اليمنية غرق السفينة وسط عوامل جوية سيئة ورياح شديدة يشهدها البحر الأحمر. وأعلنت القوات المسلحة اليمنية الموالية لحركة أنصار الله الحوثيون إسقاط قوات الدفاع الجوي طائرة أمريكية دون طيار من طراز إم كيو-9 في أجواء محافظة الحديدة اليمنية، وقالت شركة الأمن البحري البريطانية أمبري إن سفينة تجارية أمريكية ترفع علم اليونان تعرضت لهجوميين في خليج عدن على 93 ميلا بحريا شرق مدينة عدن اليمنية. وغارات أمريكية بريطانية تستهدف منطقة الجبانة في محافظة الحديدة، وأعلنت القوات المسلحة اليمنية الموالية لحركة أنصار الله الحوثيون استهداف سفينة سي تشامبيون وسفينة نافيس فورتونا في خليج عدن بصواريخ بحرية وأشارت إلى أن السفينتين أمريكيتان. واشارت إلى غرق السفينة روبيمار البريطانية بالكامل بعد أن استهدفتها بصواريخ بحرية، وقالت هيئة العمليات التجارية البحرية البريطانية أنها رصدت حادثا على بعد 60 ميلا بحريا من شمال جيبوتي، وغارة أمريكية بريطانية تستهدف مزرعة سردود بمنطقة الكدن بمديرية الضحى بمحافظة الحديدة.

#### 20 فبراير
أعلنت القوات المسلحة اليمنية الموالية لحركة أنصار الله الحوثيون استهداف سلاح الجو المسير مواقع إسرائيلية في "أم الرشراش جنوبي فلسطين المحتلة" بعدد من الطائرات المسيرة. واشارت إلى استهداف قواتها لسفينة إم إس سي سلفر الإسرائيلية بخليج عدن بعدد من الصواريخ البحرية وعدد من السفن الحربية الأمريكية في البحر الأحمر وبحر العرب، وأعلنت وزارة الجيوش الفرنسية إسقاط فرقاطتين طائرتين مسيرتين في البحر الأحمر أطلقتا من مناطق سيطرة حركة أنصار الله في اليمن وأشارت إلى أنها رصدت هجمات عديدة بطائرات المسيرة من اليمن، وأعلنت القيادة المركزية الأمريكية شن غارة جوية على منظومة للطائرات المسيرة ومنصة صواريخ متحرك في مناطق سيطرة حركة أنصار الله الحوثيون في اليمن، واشارت إلى إسقاط قواتها مسيرة بحرية هاجمت سفينة حربية الأمريكية أطلقت من مناطق سيطرة حركة أنصار الله الحوثيون في اليمن وأشارت إلى استخدام هذا النوع من المسيرات لأول مرة، وأعلنت وزارة الدفاع الأمريكية سقوط طائرة دون طيار أمريكية من طراز إم كيو 9 بصاروخ أرض جو أطلقته القوات المسلحة اليمنية الموالية لحركة أنصار الله في محافظة الحديدة.

#### 21 فبراير
قالت شركة الأمن البحري البريطانية أمبري إن القوات المسلحة اليمنية الموالية لحركة أنصار الله الحوثيون استهدفت يوم 20 فبراير سفينة شحن وترفع علم ليبيريا، وأضافت أن السفينة ترسو في مؤانئ إسرائيل بشكل منتظم وان الشركة المشغلة للسفينة مدرجة كشركة متعاونة مع شركة الشحن الإسرائيلية زيم، وأشارت إلى أن السفينة كانت متوجهة إلى الصومال و6 غارات أمريكية وبريطانية تستهدف مناطق العرج والجبانة. و3 غارات تستهدف منطقة رأس عيسى في مديرية الصليف بمحافظة الحديدة، 2 غارات تستهدف منطقة الجبانة في مدينة الحديدة، وقالت هيئة عمليات التجارة البحرية البريطانية وقوع انفجار في البحر الأحمر على بعد 40 ميلا بحريا من مدينة الحديدة

#### 22 فبراير
أعلنت القيادة المركزية الأمريكية تنفيذ 4 ضربات في مناطق سيطرة حركة أنصار الله في اليمن استهدفت 7 صواريخ كروز مضادة للسفن ومنصة إطلاق صواريخ باليستية وطائرة مسيرة، واشارت إلى إسقاط قواتها 6 طائرات مسيرة في البحر الأحمر أطلقت من مناطق سيطرة حركة أنصار الله الحوثيون في اليمن وإشارات إلى أن إصابة سفينة بريطانية بصاروخيين بالستيين، وأعلنت هيئة التجارة البحرية البريطانية عن تعرض سفينة لهجوم بصاروخيين على بعد 70 ميلا بحريا جنوب شرق عدن وأشارت إلى اندلاع حريق على متن السفينة، وأعلنت شركة الأمن البحري البريطانية أمبري استهدف سفينة شحن في خليج عدن على بعد 63 ميلا بحريا من جنوب شرق عدن وإشارات إلى أن السفينة ترفع علم بالاو ومملوكة لشركة بريطانية، وأعلن الجيش الإسرائيلي اعتراض صاروخ باليسيتي متجها إلى إسرائيل فوق البحر الأحمر، وأعلنت وزارة الجيوش الفرنسية إسقاط طائرتين مسيرتين في البحر الأحمر، وأعلنت القوات المسلحة اليمنية الموالية لحركة أنصار الله الحوثيون استهداف "أم للرشراش" إيلات جنوب إسرائيل بطائرات المسيرة والصواريخ الباليستية. واستهداف سفينة آيلاندر البريطانية بالصواريخ البحرية خلال إبحارها في خليج عدن وأكدت أصابت السفينة بشكل مباشر واندلاع حريق فيها، واشارت إلى استهداف مدمرة أمريكية بطائرات المسيرة في البحر الأحمر.

#### 23 فبراير
أعلنت القيادة المركزية الأمريكية تنفيذ قواتها يوم 22 فبراير ضربات استهدفت 4 طائرات مسيرة وصاروخي كروز معدة للإطلاق من مناطق سيطرة حركة أنصار الله في اليمن باتجاه البحر الأحمر، وأشارت إلى اعتراض 3 طائرات مسيرة بالقرب من سفينة تجارية في البحر الأحمر.

#### 24 فبراير
أعلن الجيش الأمريكي استهداف 7 صواريخ كروز متنقلة مضادة للسفن في مناطق سيطرة حركة أنصار الله في اليمن وتدمير 3 طائرات مسيرة انتحارية قرب سفينة شحن في البحر الأحمر، واشار إلى اعتراض المدمرة يو إس إس ميسون لصاروخ مضاد للسفن في خليج عدن ورجحت أن الصاروخ كان يستهدف الناقلة الأمريكية تورم ثور.

#### 25 فبراير
أعلنت هيئة عمليات التجارة البريطانية وقوع حادث على بعد 70 ميلا بحريا شرق ميناء جيبوتي، وأعلنت حركة أنصار الله الحوثيون تعرض العاصمة صنعاء لغارات جوية أمريكية بريطانية، بينما أعلنت القوات المسلحة اليمنية الموالية لحركة أنصار الله الحوثيون استهداف ناقلة تورم ثور الأمريكية في خليج عدن "بعدد من الصواريخ"، واستهداف عدد لم تحدده من السفن الحربية الأمريكية في البحر الأحمر بطائرات المسيرة، وأعلنت وزارة الدفاع الأمريكية تنفيذ غارات جوية على 18 هدفا في 8 مواقع في مناطق سيطرة حركة أنصار الله الحوثيون في اليمن بدعم أستراليا وكندا والبحرين والدنمارك ونيوزيلندا وهولندا، استهدفت مخازن الأسلحة تحت الأرض وأنظمة الطائرات المسيرة والدفاع الجوي والردار وطائرات المروحية، وغارات جوية أمريكية وبريطانية تستهدف شبكة الاتصالات في مديرية حيفان بمحافظة تعز، ومقتل شخص وإصابة 6 أفراد من نفس الأسرة بغارة أمريكية بريطانية تستهدف منزلا مدنيا في منطقة شمير بمديرية مقبنة بمحافظة تعز.

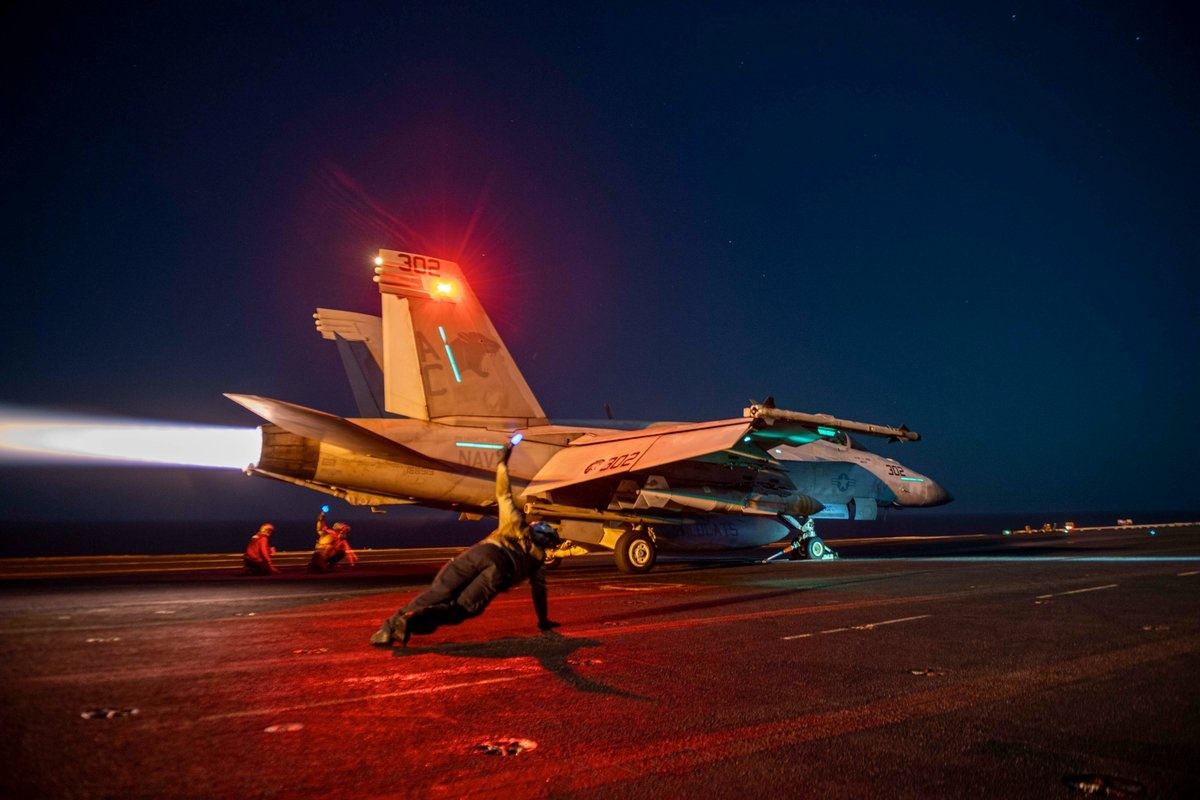
طائرة أمريكية تقلع من على متن حاملة طائرات لقصف أهداف في اليمن في 25 فبراير

#### 26 فبراير
أعلنت القيادة المركزية الأمريكية إسقاط قواتها لطائرتين مسيرتين وتحطم طائرة ثالثة في البحر الأحمر وإشارات إلى أن القوات المسلحة اليمنية الموالية لحركة أنصار الله أطلقت يوم 24 فبراير صاروخ باليستي مضاد للسفن بتجاه خليج عدن ورجحت أن الصاروخ كان يستهدف ناقلة مواد بتروكيميائية أمريكية تحمل اسم توم ثور، و3 غارات جوية أمريكية وبريطانية تستهدف منطقة رأس عيسى بمديرية الصليف بمحافظة الحديدة.

#### 27 فبراير
أعلنت القيادة المركزية الأمريكية استهداف 3 زوارق مسيرة وصاروخي كروز كانت معدة للإطلاق في مناطق سيطرة حركة أنصار الله الحوثيون في اليمن، وأشارت إلى أنها كانت تشكل تهديدا للسفن الحربية الأمريكية والسفن التجارية في المنطقة، وأعلنت شركة الأمن البحري البريطانية أمبري وقوع حادث في البحر الأحمر على بعد 50 ميلا بحريا قبالة مدينة الحديدة اليمنية.

#### 28 فبراير
أعلنت القيادة المركزية الأمريكية أن قوة من الطائرات وسفينة تتبع تحالف حارس الازدهار أسقطت 5 طائرات مسيرة في البحر الأحمر، وأشارت إلى أن الطائرات المسيرة أطلقت من مناطق سيطرة حركة أنصار الله الحوثيون في اليمن، وأكدت وكالة الأنباء الألمانية تصدي الفرقاطة هيسن الألمانية لهجوم في البحر الأحمر وأنها تصدت لهدفين وأشارت إلى أنها أول عملية للبحرية الألمانية باستخدام الأسلحة الحية في البحر الأحمر.

#### 29 فبراير
قالت وكالة الأنباء الألمانية إن الفرقاطة هيسن هاجمت عن طريق الخطأ طائرة دون طيار أمريكية ظنت أنها تابعة للقوات المسلحة اليمنية الموالية لحركة أنصار الله الحوثيون، وغارات أمريكية بريطانية تستهدف منطقة رأس عيسى بمديرية الصليف بغارة وغارتين استهدفت منطقة الكويزي بمديرية الدريهمي بمحافظة الحديدة.

### مارس

#### 1 مارس
أعلنت القيادة المركزية الأمريكية أنها أسقطت يوم 29 فبراير طائرة دون طيار في البحر الأحمر وأنها أطلقت من اليمن، وأضافت أنها استهدفت 6 صواريخ كروز مضادة للسفن ذات منصات متنقلة كانت معدة للإطلاق باتجاه البحر الأحمر، بينما أعلن عن غارات أمريكية وبريطانية استهدفت منطقة الجبانة في مدينة الحديدة، وطائرة بدون طيار تستهدف قارب صيد يمني قرب سفينة روبيمار الجانحة في جنوب البحر الأحمر ومقتل صياد وفقدان 4 آخرين.

#### 2 مارس
أعلنت القيادة المركزية الأمريكية استهداف صاروخ أرض جو مجهز للإطلاق في مناطق سيطرة حركة أنصار الله في اليمن وأشارت إلى أن الصاروخ كان يمثل تهديدا للطائرات الأمريكية في المنطقة، وأعلنت هيئة عمليات التجارة البحرية البريطانية وقوع هجوم في جنوب البحر الأحمر على بعد 15 ميلا بحريا من ميناء المخاء في اليمن وأكدت أن السفينة توجهت نحو مرساة وتم إجلاء طاقمها، بينما أعلنت خلية الأزمة في الحكومة اليمنية المعترف بها دوليا غرق سفينة روبيمار في خليج عدن في اليمن واستهدفت القوات المسلحة اليمنية الموالية لحركة أنصار الله السفينة بصاروخي يوم 19 نوفمبر 2024. وأعلن عن غارات أمريكية وبريطانية تستهدف منطقة الجبانة بمدينة الحديدة.

#### 3 مارس
أعلنت وزارة الدفاع الإيطالية أن المدمرة كايو دويليو أسقطت طائرة مسيرة أطلقت من مناطق سيطرة حركة أنصار الله في اليمن وأشارت إلى أن الطائرة كانت تستهدف المدمرة دويليو وأنها أسقطتها دفاعا عن النفس، وأعلنت القيادة المركزية الأمريكية غرق السفينة البريطانية روبيمار يوم 2 مارس 2024 في البحر الأحمر وأشارت إلى أن السفينة تحمل 21 طنا من سماد كبريتات فوسفات الأمونيوم وأنها تشكل خطرا بيئيا في البحر الأحمر وأنها تشكل تهديداً للسفن الأخرى المارة بعد غرقها.

#### 4 مارس
أعلنت هيئة عمليات البحرية البريطانية تلقيها تقرير عن وقوع حادث بحري على بعد 91 ميلا بحريا جنوب شرق مدينة عدن اليمنية وأعلنت شركة الأمن البحري البريطانية أمبري تعرض سفينة حاويات إسرائيلية ترفع علم ليبريا لهجوم على بعد 88 ميلا بحريا من مدينة عدن اليمنية، وأشارت إلى أن السفينة تضررت ووجهت نداءات استغاثة، وأعلنت القوات المسلحة اليمنية الموالية لحركة أنصار الله الحوثيون استهداف السفينة الإسرائيلية إم إس سي سكاي في بحر العرب بعدد من الصواريخ البحرية، واستهداف عدد لم تحدده من السفن الحربية الأمريكية في البحر الأحمر باستخدام الصواريخ الباليستية والطائرات المسيرة. وأعلن عن 3 غارت جوية أمريكية وبريطانية تستهدف منطقة يسنم في مديرية باقم بمحافظة صعدة.

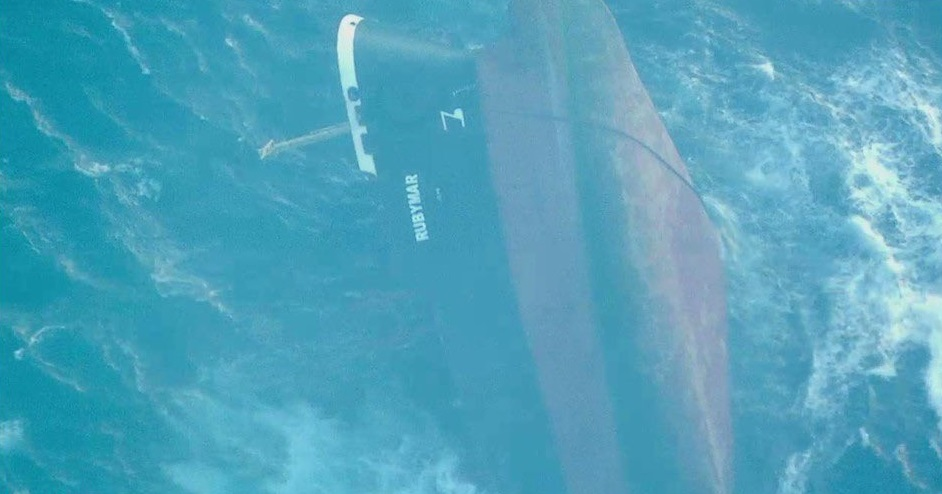
غرق السفينة البريطانية روبيمار في جنوب البحر الأحمر

#### 5 مارس
أعلنت القيادة المركزية الأمريكية أن القوات المسلحة اليمنية الموالية لحركة أنصار الله الحوثيون أطلقت صاروخين بالستين مضادين للسفن أصاب أحدهم سفينة شحن حاويات مملوكة لجهة سويسرية في خليج عدن وتحمل اسم أم. أس. سي سكاي 2، وأشارت إلى أن القوات المسلحة اليمنية أطلقت صاروخا باليستيا مضادا للسفن من مناطق سيطرة حركة أنصار الله الحوثيون بتجاه جنوب البحر الأحمر وأنه سقط في البحر دون أن يتسبب بإصابات أو أضرار بسفن الحربية الأمريكية والسفن التجارية. واشارت إلى أنها شنت هجمات على صاروخي كروز مضادين للسفن كانا يشكلان تهديد للسفن الحربية الأمريكية والتجارية. وأعلن عن غارتان أمريكية وبريطانية تستهدف منطقة رأس عيسى و 3 غارات أمريكية وبريطانية تستهدف منطقة الجبانة بمدينة الحديدة. وأعلنت القوات المسلحة اليمنية الموالية لحركة أنصار الله الحوثيون استهداف مدمرتين حربيتين أمريكيتين في البحر الأحمر بعدد من الصواريخ البحرية وطائرات المسيرة.

#### 6 مارس
أعلنت هيئة عمليات التجارة البحرية البريطانية عن تلقي سفينة كانت تبحر على 50 ميلا بحريا جنوب غرب مدينة عدن اليمنية نداءات من جهة عرفت نفسها بأنها البحرية اليمنية طالبت السفينة بتغيير مسارها. وأعلنت القيادة المركزية الأمريكية إسقاط صاروخ باليستي مضاد للسفن وثلاث طائرات دون طيار أطلقت من مناطق سيطرة أنصار الله الحوثيون في اليمن بتجاه المدمرة الأمريكية يو إس إس كارني في البحر الأحمر. وأعلنت هيئة عمليات التجارة البحرية البريطانية تعرض سفينة كانت تبحر على بعد 54 ميلا بحريا جنوب غرب مدينة عدن، بينما قالت شركة الأمن البحري البريطاني أمبري إن سفينة نقلة بضائع أمريكية قامت بتغيير مسارها خلال إبحارها عل بعد 57 ميلا بحريا من جنوب غرب مدينة عدن اليمنية. وأعلنت القوات المسلحة اليمنية الموالية لحركة أنصار الله الحوثيون استهداف سفينة ترو كنفيدنس الأمريكية في خليج عدن بعدد لم تحدده من الصواريخ البحرية، وأكد إصابة السفينة بشكل دقيق ومباشر وأنه تسبب في اندلاع حريق في السفينة، وأشار إلى أن استهداف السفينة جاء بعد رفض السفينة لنداءات التحذير، وطالب طواقم السفن المستهدفة بمغادرتها بسرعة بعد "الإصابة الأولى". وأعلن عن غارتان أمريكية وبريطانية تستهدف مطار الحديدة الدولي في مدينة الحديدة اليمنية.

#### 7 مارس

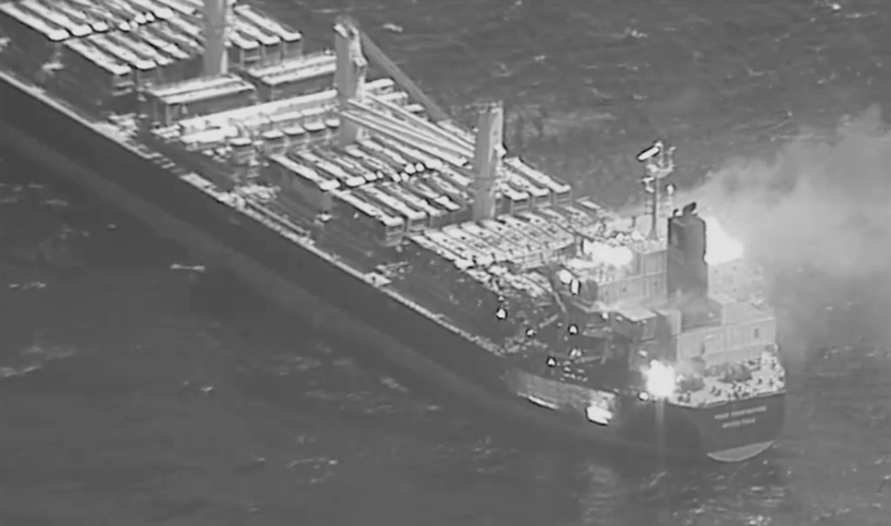
اشتعال النيران في سفينة ترو كنفيدنس بعد إصابتها بصاروخ مضاد للسفن في خليج عدن.

قالت القيادة المركزية للولايات المتحدة أن القوات المسلحة اليمنية الموالية لحركة أنصار الله الحوثيون استهدفت يوم 6 مارس سفينة ترو كونفيدنس بصاروخ مضاد للسفن أطلق من مناطق سيطرة حركة أنصار الله، وأكدت أن طاقم السفينة أبلغ عن مقتل 3 أشخاص وإصابة 4 أشخاص وتعرض السفينة لأضرار كبيرة إثر الهجوم، وأعلنت في بيان منفصل استهداف طائرتين مسيرتين في مناطق سيطرة أنصار الله الحوثيون في اليمن. وأعلن عن غارتان جويتان أمريكية وبريطانية تستهدف منطقة رأس عيسى في مديرية الصليف بمحافظة الحديدة.

#### 8 مارس
أعلن الجيش الأمريكي استهداف طائرتين مسيرتين في مناطق سيطرة حركة أنصار الله الحوثيون في اليمن وأشار إلى أن الطائرات كانت تشكل تهديدا لسفن التجارية والسفن الحربية الأمريكية في المنطقة، وأعلنت القيادة المركزية الأمريكية استهداف 4 صواريخ كروز مضادة للسفن وطائرة مسيرة في مناطق سيطرة حركة أنصار الله الحوثيون. وأعلنت هيئة عمليات التجارة البحرية البريطانية وقوع حادث بحري على بعد 52 ميلا بحريا جنوب عدن.

#### 9 مارس
أعلنت القوات المسلحة اليمنية الموالية لحركة أنصار الله الحوثيون استهداف السفينة الأمريكية بوربل فور تن في خليج عدن بعدد من الصواريخ البحرية. واستهداف عدد لم تحدده من المدمرات الحربية الأمريكية في خليج عدن والبحر الأحمر باستخدام 37 طائرة مسيرة. وأعلن الجيش الأمريكي استهداف صاروخيين مضادين للسفن على شاحنتين في مناطق سيطرة حركة أنصار الله الحوثيون. وقالت القيادة المركزية الأمريكية ان القوات الموالية لأنصار الله الحوثيون استهدفت سفينة بروبيل فورتون خلال ابحارها في خليج عدن بصاروخيين مضادين للسفن واشارت الى ان السفينة ترفع علم سنغافورة، وأعلنت القيادة المركزية الأمريكية إسقاط 15 طائرة مسيرة أطلقتها القوات المسلحة اليمنية الموالية لحركة أنصار الله من مناطق سيطرة الحركة. بينما أعلنت وزارة الجيوش الفرنسية تدمير فرقاطة وطائرات مقاتلة فرنسية 4 طائرات مسيرة أطلقت من مناطق سيطرة حركة أنصار الله في اليمن وقالت إن الطائرات كانت تستهدف سفينة تابعة لعملية أسبيدس الأوروبية البحرية في خليج عدن.

#### 11 مارس
أعلنت هيئة عمليات التجارة البحرية البريطانية وقوع هجوم استهدف سفينة شحن خلال إبحارها على بعد 71 ميلا بحريا جنوب غرب منطقة الصليف بمحافظة الحديدة. وشنت الطائرات الأمريكية والبريطانية 7 غارات في محافظة الحديدة توزعت على 4 غارات جوية على منطقة رأس عيسى بمديرية الصليف و3 غارات جوية استهدفت منطقة الجبانة بمدينة الحديدة و4 غارات جوية استهدفت منطقة العرج بمديرية باجل وغارتان تستهدف منطقة الطائف بمديرية الدرييهمي في محافظة الحديدة. بينما 5 غارات جوية استهدفت مديرية مجز في محافظة صعدة.

#### 12 مارس
أعلنت القوات المسلحة اليمنية الموالية لحركة أنصار الله الحوثيون استهداف سفينة بينوكيو الأمريكية خلال إبحارها في البحر الأحمر بعدد لم تحدده من الصواريخ البحرية وأكدت إصابة السفينة بشكل مباشر ودقيق، وأعلنت القيادة المركزية الأمريكية شن 6 ضربات جوية استهدفت فيها غواصة مسيرة و 18 صاروخا مضادا للسفن في مناطق سيطرة حركة أنصار الله في اليمن، وقالت في بيان منفصل ان القوات الموالية لأنصار الله الحوثيون أطلقت صاروخيين باليستيين مضادين للسفن من مناطق سيطرتهم في البحر الأحمر باتجاه سفينة بينو كيو خلال إبحارها في البحر الأحمر وأشارت إلى أن السفينة كانت ترفع علم ليبيريا ومملوكة لشركة في سنغافورة. وأعلنت وزارة الدفاع الإيطالية أن السفينة الحربية كايو دويليو أسقطت 2 طائرة مسيرة في البحر الأحمر أطلقت من اليمن.

#### 13 مارس
قالت القيادة المركزية الأمريكية ان القوات المسلحة اليمنية الموالية لحركة أنصار الله الحوثيون هاجمت المدمرة لابون بصاروخ باليستي أطلق من اليمن بتجاه المدمرة في البحر الأحمر، واشارات الى عدم تضرر المدمرة لابون من الهجوم، واكدت ان قواتها تعاونت مع سفينة حربية اخرى في الاشتباك مع طائرتين مسيرتين اطلقت من اليمن واكدت تدمير المسيرتين، وقالت وزارة الدفاع اليونانية إن المدمرة هيدرا المشاركة في عملية أسبيدس الأوربية أطلقت طلقة مدفعية على طائرتين مسيرتين أطلقا من اليمن خلال حماية المدمرة لسفينة تجارية في البحر الأحمر. وأعلن عن 3 غارات جوية أمريكية وبريطانية تستهدف مطار الحديدة الدولي.

#### 14 مارس
أعلنت هيئة عمليات التجارة البحرية البريطانية وقوع انفجار قرب سفينة كانت تبحرا على بعد 50 ميلا بحريا جنوب شرق ميناء عدن في اليمن، وأشارت إلى عدم تضرر السفينة وطاقمها. وأعلن عن 10 غارات أمريكية وبريطانية على محافظة الحديدة استهدفت 4 منها منطقة الجاح في مديرية بيت الفقيه وغارة جوية استهدفت مطار الحديدة الدولي، وغارتين على منطقة الفازة في مديرية التحيتا،  و 3 غارات استهدفت منطقة رأس عيسى في مديرية الصليف. بينما استهدفت 3 غارات مديرية عبس بمحافظة حجة.

#### 15 مارس
أعلنت هيئة عمليات التجارة البريطانية وقوع حادث بحري على 50 ميلا بحريا جنوب غرب محافظة الحديدة، وأشارت إلى أن قبطان السفينة أبلغ بتحليق صاروخيين فوق السفينة وسماع انفجاريين قويين في المنطقة التي كانت تبحر بها السفينة، أعلنت في تحديث منفضل تعرض سفينة كانت تبحر على بعد 76 ميلا بحريا من محافظة الحديدة اليمنية لهجوم بصاروخ أصاب السفينة وأشارت إلى أن طاقم السفينة لم يتعرض للضرر جراء الهجوم، وقالت في تحديث آخر بشأن الهجوم على السفينة أن قبطان السفينة أكد لها بعد إجراء تفتيش للسفينة بعدم إصابة أو تضرر السفينة من الهجوم الصاروخي. وفي تحديث منفصل أعلنت وقوع حادث بحري على بعد 65 ميلا بحريا غرب محافظة الحديدة اليمنية، وأشارت إلى وقوع انفجار على مسافة بعيدة من ميمنة السفينة، في حين قالت شركة الأمن البحري البريطانية أمبري إن سفينة كانت تبحر على بعد 80 ميلا بحريا شمال غرب مدينة الحديدة اليمنية تعرضت للهجوم. بينما أعلنت القيادة المركزية الأمريكية إن القوات الموالية لحركة أنصار الله الحوثيون أطلقت 4 صواريخ باليستية مضادة للسفن 2 منهما باتجاه البحر الأحمر و2 باتجاه خليج عدن، وأكدت أنها استهدفت 9 صواريخ مضادة للسفن وطائرتين مسيرتين في مناطق سيطرة حركة أنصار الله في اليمن. وأعلنت القوات المسلحة اليمنية الموالية لحركة أنصار الله الحوثيون استهداف سفينة باسيفيك 01 الإسرائيلية في البحر الأحمر وأشارت إلى أن قواتها البحرية استهدفت السفينة بعدد لم تحدده من الصواريخ البحرية، واستهداف مدمرة أمريكية لم تذكر اسمها في البحر الأحمر، وأشارت إلى أن سلاح الجو المسير التابع لها استهدف المدمرة بعدد من الطائرات المسيرة وأكدت أن عملية الاستهداف نجحت في تحقيق أهدافها. واشارت إلى استهداف 3 سفن إسرائيلية وأمريكية لم تذكر أسماها في المحيط الهندي باستخدام عدد لم تحدده من الصواريخ البحرية والطائرات المسيرة وأكدت أن عمليات الاستهداف حققت أهدافها.

#### 16 مارس
قالت القيادة المركزية الأمريكية إن قوات حركة أنصار الله الحوثيون أطلقت ثلاثة صواريخ باليستية مضادة للسفن من مناطق سيطرتها بتجاه البحر الأحمر، وأشارت إلى عدم تلقيها بلاغ وقوع إصابات أو أضرار من السفن الأمريكية وسفن تحالف الازدهار والسفن التجارية. و4 غارات أمريكية وبريطانية تستهدف منطقة الطائف بمديرية الدريهمي بمحافظة الحديدة.

#### 17 مارس
غارة أمريكية وبريطانية تستهدف مديرية التعزية بمحافظة تعز. وقالت هيئة عمليات التجارة البحرية البريطانية أنها تلقت بلاغا بوقوع انفجار قرب سفينة كانت تبحر على بعد 85 ميلا بحريا شرق مدينة عدن اليمنية، وأشارت إلى أن السفينة كانت ناقلة غاز مسال ترفع علم جزر مارشال. وأعلنت القيادة المركزية الأمريكية أنها أسقطت طائرة مسيرة في البحر الأحمر أطلقت من اليمن وان طائرة مسيرة سقطت في البحر الأحمر وأضافت أن قواتها استهدفت 5 زوارق مسيرة وطائرة مسيرة في مناطق سيطرة حركة أنصار الله الحوثيون في اليمن. وأعلنت شركة الأمن البحري البريطانية أمبري اختطاف قارب صيد يمني في خليج عدن، وأشارت إلى تعرض طاقم القارب لإطلاق نارنتج عنه مقتل أحد أفراد الطاقم متأثر بإصابته.

#### 18 مارس
10 غارات أمريكية وبريطانية تستهدف محافظة الحديدة 4 منها استهدفت منطقة الفازة بمديرية التحيتا و6 غارات استهدفت منطقة الجبانة بمدينة الحديدة. والجيش الإسرائيلي يعلن سقوط هدف جوي مشتبه به في شمال مدينة إيلات وأشار إلى أن الهدف كان مصدره منطقة البحر الأحمر، وأكد سقوط الهدف في منطقة مفتوحة، ومجلس الأمن الدولي يطالب حركة أنصار الله الحوثيون اليمنية بوقف جميع هجماتها على السفن في البحر الأحمر وخليج عدن، وأكد على ضرورة متع اتساع الصراع في الشرق الأوسط.

#### 19 مارس
أعلنت القيادة المركزية الأمريكية استهداف قيام قواتها بتدمير 7 صواريخ مضادة للسفن و 3 طائرات مسيرة و 3 حاويات لتخزين الأسلحة في مناطق سيطرة حركة أنصار الله الحوثيون في اليمن. وأعلنت القوات المسلحة اليمنية الموالية لحركة أنصار الله الحوثيون استهداف سفينة أمريكية تحمل اسم مادو في البحر الأحمر باستخدام عدد لم تحدده من الصواريخ البحرية. واشارت إلى استهداف قواتها الصاروخية أهداف "إسرائيلية في منطقة أم الرشراش جنوب فلسطين المحتلة" بعدد من الصواريخ المجنحة، وأكدت أن الصواريخ نجحت في إصابة أهدافها.

#### 20 مارس
غارة جوية أمريكية بريطانية تستهدف منطقة الكثيب في مدينة الحديدة.

#### 21 مارس
أعلنت القيادة المركزية الأمريكية تدمير قواتها لطائرة مسيرة وزورق مسير أطلقا من مناطق سيطرة حركة أنصار الله الحوثيون في اليمن بتجاه البحر الأحمر مساء يوم 20 مارس 2024. وأعلنت هيئة التجارة البحرية البريطانية حدوث تبادل لإطلاق نار بالأسلحة الخفيفة في بحر العرب بين فريق الأمن المسلح لسفينة وقارب على بعد 102 ميل بحري من ميناء نشطون في محافظة المهرة اليمنية.

#### 22 مارس
أعلنت القيادة المركزية الأمريكية قيام طائرة تابعة للتحالف الازدهار باعتراض زورق مسير أطلق من مناطق سيطرة حركة أنصار الله في اليمن إلى البحر الأحمر، وأضافت أن قوات من تحالف الازدهار تمكنت من تدمير صاروخيين باليستيين مضادين للسفن أطلقا من مناطق سيطرة حركة أنصار الله في اليمن إلى البحر الأحمر وأكدت أن الزورق والصاروخين كان يشكلان تهديدا للسفن الحربية الأمريكية والسفن التجارية، وأعلنت عملية أسبيدس الأوروبية قيام سفينة فرنسية دمرت 3 صواريخ باليستية أطلقت من مناطق سيطرة حركة أنصار الله في اليمن، وأضافت أن سفينة ألمانية دمرت زورقا مسيرا أطلق من اليمن قرب سفينة في البحر الأحمر. بينما غارتان أمريكية وبريطانية تستهدف مزرعة سردد في منطقة الكدن بمحافظة الحديدة. و9 غارات على العاصمة اليمنية صنعاء استهدفت 4 غارات منها منطقة عطان وغارتان استهدفت منطقة النهدين و 3 غارات استهدفت منطقة جربان بمديرية سنحان.

#### 23 مارس
أعلنت القيادة المركزية الأمريكية تنفيذ قواتها للضربات ضد 3 منشآت تخزين تحت الأرض تابعة لحركة أنصار الله الحوثيون في مناطق سيطرتها في اليمن،. وأن قواتها استهدفت 4 طائرات مسيرة في مناطق سيطرة حركة أنصار الله الحوثيون، وأشارت إلى إطلاق القوات الموالية لحركة أنصار الله الحوثيون من مناطق سيطرتها في اليمن 4 صواريخ باليستية إلى البحر الأحمر، وأعلنت هيئة عمليات التجارة البحرية البريطانية تعرض سفينة للهجوم خلال إبحارها جنوب البحر الأحمر على بعد 23 ميلا بحريا من مدينة المخا اليمنية، وأشارت إلى أن الهجوم تسبب في اندلاع حريق على متن السفينة. بينما قالت شركة الأمن البحري البريطانية أمبري إن ناقلة نفط ترفع علم بنما تعرضت للهجوم في البحر الأحمر، وأشارت إلى أن السفينة سجلت في 2019 باسم "يونيون ماريتايم إل تي دي وان" تابعة لشركة بريطانية، وأكدت أن السفينة غيرت بيانات تسجيلها في شهر فبراير 2024.

### 24 مارس
أعلنت القيادة المركزية الأمريكية اشتباك قواتها مع 6 طائرات مسيرة في البحر الأحمر أطلقت من مناطق سيطرة حركة أنصار الله الحوثيون في اليمن وأشارت إلى إسقاط 5 طائرات مسيرة، وقالت إن 4 صواريخ باليستية مضادة للسفن أطلقت من مناطق سيطرة حركة أنصار الله في اليمن انفجرت قرب ناقلة نفط صينية في البحر الأحمرتحمل اسما "إم/ في هوانغ يو" وترفع علم بنما وأكدت أن صاروخا خامسا أطلقته القوات الموالية لحركة أنصار الله الحوثيون أصاب السفينة وتسبب لها بأضرار.

#### 26 مارس
أعلنت القوات المسلحة اليمنية الموالية لحركة أنصار الله الحوثيون استهداف سفينة ميرسك ساراتوجا الأمريكية في خليج عدن، وسفينة ايه بي ال ديترويت الأمريكية في البحر الأحمر، وسفينة هوانج بو البريطانية في البحر الأحمر، وسفينة بارتي ليدي المتوجهة إلى إسرائيل، واستهداف مدمرتين أمريكيتين في البحر الأحمر باستخدام الطائرات المسيرة. واشارت إلى استهداف قواتها أهداف في أم الرشرش ( إيلات ) جنوب فلسطين المحتلة.

#### 27 مارس
غارة أمريكية بريطانية على منطقة القطنيات بمديرية باقم بمحافظة صعدة.

#### 28 مارس
أعلنت القيادة المركزية الأمريكية تدمير قواتها 4 طائرات مسيرة بعيدة المدى أطلقت من مناطق سيطرة حركة أنصار الله الحوثيون في اليمن بتجاه سفينة حربية أمريكية في البحر الأحمر.

#### 29 مارس
أعلنت القيادة المركزية الأمريكية تدمير قواتها 4 طائرات مسيرة أطلقت من اليمن بتجاه سفينة حربية أمريكية وسفينة أخرى تابعة لتحالف، وأشارت إلى أن الطائرات المسيرة شكلت تهديد وشيك للسفن الحربية الأمريكية والسفن التجارية.

### 1 أبريل
أعلنت القيادة المركزية الأمريكية استهداف طائرة مسيرة في البحر الأحمر أطلقت من مناطق سيطرة حركة أنصار الله الحوثيون، وأشارت إلى أن استهداف طائرة مسيرة في مناطق سيطرة أنصار الله في اليمن. وغارة جوية أمريكية وبريطانية على منطقة الطائف في مديرية الدريهمي بمحافظة الحديدة. بينماأعلنت هيئة عمليات التجارة البحرية البريطانية عن وقوع حادث بحري لسفينة على بعد 150 ميلًا بحريًا شمال غرب مدينة الحديدة اليمنية، وأشارت إلى أن السفينة تلقت نداء من جهة عرفت نفسها باسم البحرية اليمنية طالب السفينة بتشغيل أجهزة التعريف الآلي، وأكدت أن طاقم السفينة سمع بعد النداء أصواتا تشبه الطلقات النارية.

#### 2 أبريل
أعلنت القيادة المركزية الأمريكية تدمير زورق مسير تابع للقوات المسلحة اليمنية الموالية لحركة أنصار الله الحوثيون في مناطق سيطرة الحركة وأشارت إلى أن الزورق شكل تهديدا للقوات الأمريكية وقوات التحالف (حارس الازدهار، عملية أسبيدس) والسفن التجارية في المنطقة.

#### 4 أبريل
أعلنت القيادة المركزية الأمريكية اشتباك قواتها وإسقاط صاروخ باليستي مضاد للسفن وطائرتين مسيرتين أطلقت من مناطق سيطرة حركة أنصار الله في اليمن بتجاه المدمرة الأمريكية في البحر الأحمر يو إس إس جرافلي. واشارت إلى أن قواتها دمرت نظام دفاع جوي صاروخي متنقل في مناطق سيطرة حركة أنصار الله الحوثيون في اليمن. والدنمارك تسحب فرقاطة تابعة لها مشاركة في تحالف حارس الازدهار من البحر الأحمر بعد تعرض أنظمة الأسلحة فيها لخلل إثر إصابة المدمرة في هجوم لطائرات مسيرة أطلقتها القوات المسلحة اليمنية الموالية لحركة أنصار الله في 9 مارس 2024.

#### 5 أبريل
أعلنت القيادة المركزية الأمريكية تدمير صاروخ مضاد للسفن في مناطق سيطرة حركة أنصار الله الحوثيون في اليمن، وأشارت إلى أن الصاروخ شكل تهديدا للسفن الحربية الأمريكية وسفن التحالف (حارس الازدهار، أسبيدس) والسفن التجارية.

#### 6 أبريل
أعلنت عملية أسبيدس أن فرقاطة ألمانية تصدت لهجوم في البحر الأحمر انطلق من مناطق سيطرة حركة أنصار الله في اليمن. وأعلنت شركة الأمن البحري البريطانية أمبري تعرض سفينة كانت تبحر على بعد 61 ميلًا بحرب جنوب غرب مدينة الحديدة اليمنية لهجوم بينما أعلنت هيئة عمليات التجارة البحرية البريطانية عن إطلاق صاروخيين من مناطق سيطرة حركة أنصار الله في اليمن بتجاه البحر الأحمر، وأشارت إلى أن قوات التحالف (حارس الازدهار، أسبيدس) تمكنت من إسقاط صاروخ واحد وان الصاروخ الثاني سقط بالقرب من سفينة كانت تبحر في البحر الأحمر جنوب غرب مدينة الحديدة.

#### 7 أبريل
أعلنت القيادة المركزية الأمريكية استهداف قواتها لمنظومة دفاع جوي في مناطق سيطرة حركة أنصار الله الحوثيون في اليمن، وأشارت إلى أن قواتها أسقطت طائرة مسيرة في البحر الأحمر أطلقت من مناطق سيطرة حركة أنصار الله في اليمن، وأكدت أن سفينة تابعة لقوات التحالف (حارس الازدهار، أسبيدس) رصدت ودمرت صاروخًا مضادا للسفن في البحر الأحمر. وأعلنت هيئة عمليات التجارة البحرية البريطانية سقوط صاروخ قرب سفينة كانت تبحر على بعد 57 ميلًا بحريًا جنوب غرب مدينة عدن اليمنية، بينما أعلنت شركة الأمن البحري البريطانية أمبري تعرض سفينة جانت تبحر على بعد 102 ميل بحري جنوب غرب مدينة المكلا اليمنية للهجوم. وأعلنت القوات المسلحة اليمنية الموالية لحركة أنصار الله الحوثيون استهداف سفينة هوب آيلند البريطانية خلال إبحارها في البحر الأحمر بعدد لم تحدده من الصواريخ البحرية وأكدت أن الصواريخ أصابت السفينة بشكل مباشر، واستهداف سفينة إم إس سي جريس إف الإسرائيلية خلال إبحارها في المحيط الهندي بتجاه إسرائيل باستخدام عدد من الصواريخ الباليستية والمجنحة، واستهداف سفينة أم إس سي جينا الإسرائيلية خلال إبحارها في البحر العربي باتجاه إسرائيل باستخدام عدد من الصواريخ الباليستية والمجنحة، وتنفيذ عمليتين في البحر الأحمر استهدفت فيها عددا لم تحدده من الفرقاطات الأمريكية، وأكدت أن نجاح العمليتين.

#### 8 أبريل
غارة جوية أمريكية بريطانية تستهدف منزلا في قرية منظر بمديرية الحوك في محافظة الحديدة وإصابة مدني بجروح بليغة.

#### 9 أبريل
أعلنت القيادة المركزية الأمريكية اشتباك قواتها مع نظام دفاع جوي مزود بصاروخيين مجهز للإطلاق في مناطق سيطرة حركة أنصار الله الحوثيون في اليمن وأكدت أن قواتها تمكنت من تدمير نظام الدفاع الجوي ومحطة مراقبة أرضية تابعة للقوات الموالية لحركة أنصار الله اليمنية، وأشارت إلى أن قواتها تمكنت من تدمير طائرة مسيرة في البحر الأحمر أطلقت من مناطق سيطرة حركة أنصار الله في اليمن، وقالت إن القوات الموالية لحركة أنصار الله الحوثيون أطلقت يوم 7 أبريل صاروخ باليستي مضاد للسفن بتجاه سفينة هوب آيلند في خليج عدن وأشارت إلى أن سفينة تابعة للتحالف (حارس الازدهار، أسبيدس) كانت ترافق السفينة، وأكدت أن الصاروخ كان الهجوم الخامس على السفينة هوب آيلند والسفينة الحربية المرافقة لها.

#### 10 أبريل
أعلنت القوات المسلحة اليمنية الموالية لحركة أنصار الله الحوثيون استهداف قواتها البحرية لسفينة ميرسك يورك تاون الأمريكية في خليج عدن، واستهداف سفينة حربية أمريكية في خليج عدن باستخدام عدد لم تحدده من الطائرات المسيرة، واستهداف قواتها لبحرية لسفينة إم إس سي داروين الإسرائيلية في خليج عدن وأشارت إلى استخدام الصواريخ البحرية والطائرات المسيرة في الهجوم على السفينة، واشارت إلى تنفيذ قواتها البحرية لهجوم ثان على سفينة أم إس سي جينا في خليج عدن التي هاجمتها يوم 7 أبريل في بحر العرب. وقالت القيادة المركزية الأمريكية إن المدمرة مايسون اعترضت ودمرت صاروخا باليستيا مضادا للسفن في خليج عدن وأشارت إلى أن الصاروخ كان يستهدف سفينة يورك تاون، وأشارت إلى أن المدمرة مايسون والمدمرة لابون كانتا ترافقان السفينة. وأعلن عن 3 غارات أمريكية وبريطانية استهدفت مطار الحديدة الدولي بمدينة الحديدة، و4 غارات استهدفت منطقة الجبانة بمحافظة الحديدة.

#### 11 أبريل
قالت القيادة المركزية الأمريكية في بيان صادر عنها إن قواتها استهدفت ودمرت 11 طائرة مسيرة في البحر الأحمر وخليج عدن انطلقت من مناطق سيطرة حركة أنصار الله الحوثيون في اليمن.

#### 12 أبريل
أعلنت القيادة المركزية الأمريكية اعتراض وتدمير قواتها لصاروخ باليستي مضاد للسفن أطلق من مناطق سيطرة حركة أنصار الله الحوثيون في اليمن. وانسحاب الفرقاطة الفرنسية فريم الألزاس من البحر الأحمر بسبب نفاذ الصواريخ والذخائر المستخدمة في التصدي للهجمات المنطلقة من اليمن على السفن في البحر الأحمر.

#### 13 أبريل
وسائل إعلام إسرائيلية وشركة الأمن البحري البريطانية أمبري يؤكدان إطلاق طائرات مسيرة من مناطق سيطرة حركة أنصار الله الحوثيون في اليمن بتجاه إسرائيل، وقالت هيئة البث الإسرائيلية إن القوات الموالية لحركة أنصار الله الحوثيون شنت هجوما بطائرات المسيرة على مدينة إيلات ومنطقة البحر الأحمر.

#### 14 أبريل
أعلن وزير الدفاع الأمريكي لويد أوستن اعتراض القوات الأمريكية في الشرق الأوسط لعشرات الطائرات المسيرة المنطلقة من إيران واليمن والعراق وسوريا بتجاه إسرائيل، وأكد استعداد القوات الأمريكية للدفاع عن إسرائيل وحماية القوات الأمريكية وشركائها في الشرق الأوسط، وقال منسق الاتصالات في مجلس الأمن القومي في البيت الأبيض جون كيربي أن بعض الصواريخ في الهجوم الإيراني على إسرائيل أطلقت من اليمن والعراق ولبنان.

#### 15 أبريل
طائرات أمريكية وبريطانية تشنان غارتين على محافظة تعز اليمنية. والقيادة المركزية الأمريكية تعلن عن استهداف وتدمير قواتها لصاروخ باليستي على منصة إطلاقه و7 طائرات مسيرة في مناطق سيطرة حركة أنصار الله في اليمن، وأشارت إلى أنها كانت موجهة لضرب إسرائيل خلال الهجوم الإيراني على إسرائيل، وقالت أن قواتها تمكنت من تدمير واعتراض قواتها 4 طائرات مسيرة في مناطق سيطرة حركة أنصار الله في اليمن، وأشارت إلى أن القوات المسلحة اليمنية الموالية لحركة أنصار الله أطلقت صاروخا باليستيا مضادًا للسفن بتجاه خليج عدن.

#### 17 أبريل
أعلنت القيادة المركزية الأمريكية إسقاط قواتها لطائرتين مسيرتين بعد الاشتباك معهما في مناطق سيطرة حركة أنصار الله في اليمن، وأشارت إلى أن الطائرتين مثلت تهديدا وشيكا للسفن الحربية التابعة للولايات المتحدة والتحالف (حارس الازدهار، عملية أسبيدس) والسفن التجارية في المنطقة.

#### 20 أبريل
أعلنت وزارة الدفاع الألمانية سحب الفرقاطة هيسن العاملة ضمن عملية أسبيدس الأوروبية في البحر الأحمر، وأشارت إلى أن فرقاطة هامبورغ ستحل محل فرقاطة هيسن في عملية أسبيدس الأوروبية في البحر الأحمر.

#### 24 أبريل
أعلنت هيئة عمليات التجارة البحرية البريطانية عن وقوع حادث بحري قبالة ميناء جيبوتي. وأعلنت القوات المسلحة اليمنية الموالية لحركة أنصار الله استهداف سفينة ميرسك يوركتاون الأمريكية في خليج عدن بعدد لم تحدده من الصواريخ وأكدت نجاح العملية، وقالت ان سلاح الجو المسير استهدف بعدد لم تحدده من الطائرت المسيرة لسفينة إم إس سي فيراكروز الإسرائيلية في المحيط الهندي، واكدت نجاح الاستهداف، واشارت إلى استهداف سلاح الجو المسير بعدد لم تحدده من الطائرة المسيرة لمدمرة أمريكية لم تذكر اسمها في خليج عدن وأكدت نجاح الاستهداف.

#### 25 أبريل
أعلنت القيادة المركزية الأمريكية تصدي سفينة تابعة للتحالف (حارس الازدهار، عملية أسبيدس) لصاروخ باليستي مضاد للسفن أطلق من مناطق سيطرة حركة أنصار الله الحوثيون في اليمن بتجاه خليج عدن، وأشارت إلى أنها تعتقد أن الصاروخ كان يستهدف السفينة الأمريكية يوركتاون. أعلنت في بيان منفصل تدمير قواتها 4 طائرات مسيرة اثناء تحليقها في مناطق سيطرة حركة أنصار الله الحوثيون في اليمن. وأعلنت هيئة التجارة البحرية البريطانية عن وقوع حادث بحري على بعد 15 ميلًا بحريًا جنوب غرب مدينة عدن اليمنية، وأشارت إلى تلقيها بلاغ من قبطان يفيد بسماع دوي انفجار ورؤية دخان. وأعلنت وزارة الدفاع البريطانية أن سفينة دياموند أسقطت صاروخا أطلق من مناطق سيطرة حركة أنصار الله في اليمن بتجاه سفينة تجارية. وأعلنت القوات المسلحة اليمنية الموالية لحركة أنصار الله الحوثيون استهداف سفينة إم إس سي داروين الإسرائيلية في خليج عدن بعدد لم تحدده من الصواريخ وأكدت نجاح العملية، واشارت إلى استهداف عدد لم تحدده من الأهداف في منطقة إيلات جنوب إسرائيل بعدد من الصواريخ الباليستية والمجنحة.

#### 26 أبريل
أعلنت القيادة المركزية الأمريكية عن إطلاق صاروخ باليستي مضاد للسفن من مناطق سيطرة حركة أنصار الله الحوثيون في اليمن بتجاه خليج عدن، وأكدت أن قواتها تمكنت من تدمير قارب مسير وطائرة دون طيار في مناطق سيطرة الحركة في اليمن. وقالت شركة الأمن البحري البريطانية أمبري أنها تلقت بلاغا بوقوع حادث في جنوب البحر الأحمر على بعد 15 ميلًا بحريًا غرب مدينة المخا اليمنية. في حين أعلنت هيئة التجارة البحرية البريطانية تعرض سفينة خلال إبحارها جنوب البحر الأحمر على بعد 14 ميلًا بحريًا من جنوب غرب مدينة المخا لهجوم صاروخي تسبب بأضرار فيها، وأشارت إلى أن السفينة هوجمت بصاروخيين أحدهما انفجر قرب السفينة بينما الصاروخ الثاني أصاب السفينة مباشرة. وأعلنت القوات المسلحة اليمنية الموالية لحركة أنصار الله الحوثيون استهداف سفينة ستار أندروميدا البريطانية في البحر الأحمر بعدد لم تحدده من الصواريخ البحرية، وأكدت إصابة الصواريخ للسفينة بشكل مباشر. وأعلنت عن إسقاط دفاعاتها الجوية لطائرة إم كيو 9 الأمريكية في سماء محافظة صعدة اليمنية.

#### 27 أبريل
أعلنت القيادة المركزية الأمريكية إطلاق القوات الموالية لحركة أنصار الله الحوثيون من مناطق سيطرتها ثلاثة صواريخ مضادة للسفن نحو البحر الأحمر، وأشارت إلى أن الصواريخ استهدفت سفينة أم في مايشا التي ترفع علم أنتيغوا وباربودا وتديرها شركة من ليبيريا، وسفينة أم في أندروميدا التي ترفع بنما وتملكها المملكة المتحدة وتديرها شركة في سيشيل وتعرضت السفينة لأضرار طفيفة. ومسؤول دفاعي أمريكي يؤكد تحطم طائرة دون طيار تابعة للقوات الجوية الأمريكية، خلال تحليقها في اليمن وأنه يتم التحقيق في تحطمها.

#### 28 أبريل
أعلنت هيئة عمليات التجارة البحرية البريطانية وقوع حادث بحري لسفينة كانت تبحر على بعد 177 ميلًا بحريًا من قرية نشطون بمحافظة المهرة اليمنية، وأشارت إلى أن قارباً صغيراِ اقترب من السفينة.

#### 29 أبريل
أعلنت القيادة المركزية الأمريكية اشتباك قواتها مع 5 طائرات مسيرة في البحر الأحمر أطلقت من مناطق سيطرة حركة أنصار الله الحوثيون في اليمن، وأشارت إلى أن الطائرات شكلت تهديدا لسفن البحرية الأمريكية وسفن التحالف والسفن التجارية في البحر الأحمر. وأعلنت هيئة عمليات التجارة البحرية البريطانية عن وقوع حادث بحري في جنوب البحر الأحمر، وأكدت تلقيها بلاغ يفيد بحدوث انفجار بالقرب من سفينة كانت تبحر على بعد 54 ميلًا بحريًا من شمال غرب مدينة المخا اليمنية، وأشارت إلى أن التعاملات التجارية بين مشغل السفينة وإسرائيل قد تكون سبب استهداف السفينة، وأفادت بتلقيها بلاغا بتعرض السفينة لأضرار بسبب الهجوم. في حين أعلنت شركة الأمن البحري البريطانية أمبري تعرض سفينة حاويات ترفع علم مالطا لهجوم بثلاثة صواريخ قبالة سواحل الغربية لليمن. بينما أعلنت وزارة الدفاع الإيطالية نجاح سفينة حربية إيطالية بالقرب من مضيق باب المندب بإسقاط طائرة مسيرة أطلقت من اليمن، وأشارت إلى أن الطائرة المسيرة كانت تستهدف سفينة شحن أوروبية. وأعلنت القوات المسلحة اليمنية الموالية لحركة أنصار الله الحوثيون تنفيذ قواتها الصاروخية وسلاح الجو المسير عملية عسكرية استهدفت فيها السفينة سيكلاديز في البحر الأحمر، وأشارت إلى أنها استهدفت السفينة بسبب انتهاكها لقرار حظر مرور السفن المتوجهة إلى إسرائيل حيث إن السفينة توجهت يوم 21 أبريل إلى ميناء إيلات بعد أن قامت بخداع وتضليل القوات البحرية اليمنية الموالية لحركة أنصار الله بادعاء توجه السفينة إلى ميناء لايقع في إسرائيل، وتجاهل تحذيرات القوات البحرية من دخول ميناء إيلات بعد مراقبة ورصد السفينة، وأكدت على نجاح العملية وإصابة السفينة بدقة وأعلنت عن استهداف سلاح الجو المسير التابع لها، سفينة إم إس سي أوريون الإسرائيلية خلال إبحارها في المحيط الهندي، واشارت إلى استهداف مدمرتين حربيتين أمريكيتين لم تذكر اسمهما في البحر الأحمر بعدد لم تحدده من الطائرات المسيرة، وأكدت نجاح العملية.

#### 30 أبريل

عملية استهداف سفينة سيكلاديز بطائرة مسيرة من نوع شهاب في البحر الأحمر

قالت القيادة المركزية الأمريكية ان القوات المسلحة اليمنية الموالية لحركة أنصار الله الحوثيون هاجمت سفينة سيكلاديز بثلاثة صواريخ باليستية مضادة للسفن وثلاث طائرات مسيرة خلال ابحارها في البحر الأحمر، واشارت الى ان السفينة مملوكة لشركة في اليونان وترفع علم مالطا، وأضافت القيادة المركزية الأمريكية أن قواتها اشتبكت مع طائرة مسيرة أطلقت من اليمن بتجاه البحر الأحمر وأكدت نجاح قواتها في تدمير طائرة مسيرة. وغارة أمريكية بريطانية تستهدف منطقة رأس عيسى بمديرية الصليف في محافظة الحديدة. بينما وزع الإعلام الحربي اليمني مشاهد مصورة لعملية استهداف سفينة سيكلاديز بطائرة مسيرة من نوع شهاب في البحر الأحمر.

### مايو

#### 1 مايو
أعلنت القيادة المركزية الأمريكية نجاح قواتها في تدمير زورق مسير في مناطق سيطرة حركة أنصار الله الحوثيون في اليمن، وأشارت إلى أن الزورق المسير شكل تهديد للولايات المتحدة وقوات التحالف (تحالف حارس الازدهار، عملية أسبيدس) والسفن التجارية.

#### 2 مايو
5 غارات أمريكية بريطانية تستهدف مطار الحديدة الدولي.

#### 3 مايو
أعلنت القيادة المركزية الأمريكية اشتباك قواتها يوم 2 مايو مع 3 طائرات مسيرة في مناطق سيطرة حركة أنصار الله الحوثيون في اليمن، وأكدت نجاح قواتها في تدمير الطائرات المسيرة. وأعلنت القوات المسلحة اليمنية الموالية لحركة أنصار الله الحوثيون بدء تنفيذها للمرحلة الرابعة من التصعيد «باستهداف جميع السفن التي تخترق قرار منع مرور السفن إلى سرائيل والمتوجهة إلى المواني الإسرائيلية في البحر الأبيض المتوسط»، وتوعدت بحظر مرور جميع السفن المرتبطة بشركات تمتلك علاقات مع إسرائيل وتقدم لها خدمات الإمداد وتزور سفنها المواني الإسرائيلية ردًا على أي عملية عسكرية إسرائيلية على مدينة رفح.

#### 4 مايو
أعلنت عملية أسبيدس الأوروبية انضمام الفرقاطة البلجيكية لويز ماري إلى أسطولها في البحر الأحمر، للمساهمة بتصدي لهجمات القوات المسلحة اليمنية الموالية لحركة أنصار الله الحوثيون على السفن.

#### 7 مايو
أعلنت القيادة المركزية المركزية الأمريكية تدمير قواتها يوم 6 مايو 2024 طائرة مسيرة في البحر الأحمر أطلقت من مناطق سيطرة حركة أنصار الله الحوثيون في اليمن. وأعلنت هيئة عمليات التجارة البحرية البريطانية وقوع انفجارين قرب سفينة تجارية في بحر العرب على بعد 82 ميلا بحريا من مدينة عدن اليمنية.

#### 8 مايو
قالت القيادة المركزية الأمريكية إن القوات المسلحة اليمنية الموالية لحركة أنصار الله الحوثيون في يوم 6 مايو أطلقت ثلاث طائرات مسيرة باتجاه خليج عدن وأشارت إلى أن سفينة حربية تابعة للتحالف (حارس الازدهار، عملية أسبيدس) نجحت في إسقاط طائرة مسيرة بينما نجحت سفينة أمريكية في إسقاط الطائرة المسيرة الثانية بينما تحطمت الطائرة المسيرة الثالثة في خليج عدن، وأكدت إطلاق القوات المسلحة اليمنية الموالية لحركة أنصار الله يوم 7 مايو صاروخ باليستي مضاد للسفن باتجاه خليج عدن.

#### 9 مايو
أعلنت شركة الأمن البحري البريطانية أمبري تلقيها بلاغ عن نشاط طائرة مسيرة على بعد 58 ميلا بحريا من جنوب شرق مدينة عدن اليمنية، ونصحت السفن المتواجدة في المنطقة التي تنشط بها الطائرة المسيرة بالحذر والإبلاغ عن أي أنشطة مريبة. وأعلنت القوات المسلحة اليمنية الموالية لحركة أنصار الله الحوثيون استهداف سفينة إم إس سي ديجو الإسرائيلية في خليج عدن بعدد لم تحدده من الصواريخ الباليستية والطائرات المسيرة، واستهداف سفينة إم إس سي جينا الإسرائيلية في خليج عدن بعدد لم تحدده من الصواريخ الباليستية والطائرات المسيرة، واستهداف سفينة إم إس سي فيتوريا مرتين في المحيط الهندي وبحر العرب، وأشارت إلى أن صابت السفينة كانت مباشرة.

#### 10 مايو
أعلنت هيئة التجارة البحرية البريطانية عن تلقيها بلاغ بمحاولة اختطاف سفينة كانت تبحر على بعد 195 ميلا بحريا شرق مدينة عدن، وأشارت إلى أن قاربًا صغيرًا على متنه ما لا يقل عن 5 مسلحين بحوزتهم سلالم اقتربوا من السفينة وأطلقوا النار على السفينة ورد عليهم الفريق الأمني للسفينة بإطلاق النار، بينما قالت مصادر بحرية لوكالة رويترز أنها تعتقد أن القراصنة في المنطقة يستغلون الفوضى الناجمة من الهجمات التي تشنها القوات المسلحة اليمنية الموالية لحركة أنصار الله الحوثيون على على السفن بالقيام بعمليات قرصنة.

#### 12 مايو
أعلنت القيادة المركزية الأمريكية نجاح قواتها يوم 11 مايو 2024 في تدمير 3 طائرات مسيرة فوق البحر الأحمر أُطلقت من مناطق سيطرة حركة أنصار الله الحوثيون في اليمن، وأشارت إلى اشتباك طائرة تابعة للتحالف (تحالف حارس الازدهار، عملية أسبيدس) في الاشتباك مع طائرة مسيرة أطلقت من مناطق سيطرة حركة أنصار الله في اليمن باتجاه خليج عدن يوم 10 مايو 2024.

#### 13 مايو
أعلنت القيادة المركزية الأمريكية تمكن قواتها من تدمير طائرة مسيرة أُطلقت من مناطق سيطرة حركة أنصار الله الحوثيون في اليمن باتجاه خليج عدن يوم 12 مايو 2024، وقالت إن الطائرة المسيرة مثلت تهديدا للسفن الحربية الأمريكية وسفن التحالف والسفن التجارية. وأعلن عن غارة أمريكية بريطانية استهدفت مطار الحديدة الدولي في محافظة الحديدة. وأعلنت عملية أسبيدس الأوروبية انضمام سفينة كاريل دورمان الهولندية إلى العملية.

#### 14 مايو
أعلنت القيادة المركزية الأمريكية نجاح قواتها يوم 13 مايو 2024 بتدمير طائرتين مسيرتين في مناطق سيطرة حركة أنصار الله الحوثيون في اليمن وأشارت إلى نجاح السفينة ميسون في تدمير صاروخ مضاد لسفن في البحر الأحمر أطلق من مناطق سيطرة الحركة في اليمن.

#### 15 مايو
أعلنت القوات المسلحة اليمنية الموالية لحركة أنصار الله الحوثيون استهداف مدمرة ميسون الأمريكية في البحر الأحمر بعدد لم تحدده من الصواريخ البحرية، واستهداف سفينة داستني في البحر الأحمر بعدد لم تحدده من الصواريخ البحرية والطائرات المسيرة، وأشارت إلى منع مرور السفينة في مناطق عمليتها بسبب محاولة السفينة التضليل عن وجهتها إلى ميناء إيلات الإسرائيلي في يوم 20 أبريل 2024 ودعاء توجهها إلى ميناء آخر وعدم استجابة السفينة للتحذيرات، وأكدت دقة إصابة السفينة.

#### 16 مايو
أعلنت القيادة المركزية الأمريكية نجاح قواتها في تدمير 4 طائرات مسيرة في مناطق سيطرة حركة أنصار الله الحوثيون في اليمن.

#### 17 مايو
أعلنت القوات المسلحة اليمنية الموالية لحركة أنصار الله الحوثيون نجاح دفاعاتها الجوية بإسقاط طائرة مسيرة أمريكية من طراز إم كيو 9 في المجال الجوي لمحافظة مأرب اليمنية، وأشارت إلى أن الطائرة كانت تقوم بأعمال عدائية، وأكدت أنها رابع طائرة أمريكية تسقطها منذ بداية عملياتها المناصرة للشعب الفلسطيني في نوفمبر 2023.

#### 18 مايو
أعلنت هيئة عمليات التجارة البحرية البريطانية تعرض سفينة كانت تبحر على بعد 76 ميلا بحريا من شمال غرب الحديدة إلى حادثة، وأشارت إلى أن جسما غريبا اصطدم بسفينة وسبب اضرارطفيفة، وفي إعلان آخر حول الحادث قالت الهيئة إن عملية الاستهداف كانت خلال إبحار السفينة على بعد 98 ميلا بحريا جنوب مدينة الحديدة اليمنية. في حين أعلنت شركة الأمن البحري أمبري عن تعرض ناقلة نفط ترفع علم بنما لهجوم خلال إبحارها جنوب البحر الأحمر على بعد 10 أميال بحرية من جنوب غرب مدينة المخا اليمنية. وأعلنت القيادة المركزية الأمريكية قيام القوات المسلحة اليمنية الموالية لحركة أنصار الله بمهاجمة ناقلة النفط أم تي ويند خلال ابحارها في البحر الأحمر بصاروخ باليستي مضاد للسفن، وأكدت أن الصاروخ أصاب الناقلة وتسبب بحدوث فيضان فيها وفقدان الدفع والتوجيه في الناقلة قبل أن ينجح طاقمها في استعادتهما، وأشارت إلى أن الناقلة ترفع علم بنما ومملوكة لليونان.

#### 21 مايو
أعلنت القوات المسلحة اليمنية الموالية لحركة أنصار الله الحوثيون إسقاط طائرة دون طيار أمريكية من نوع إم كيو 9 في المجال الجوي لمحافظة البيضاء اليمنية، وأشارت إلى أن الطائرة كانت تقوم بأعمال عدائية وان الطائرة هي خامس طائرة إم كيو 9 يتم إسقاطها منذ انطلاق "معركة الفتح الموعود والجهاد المقدس" في نوفمبر 2023.

#### 22 مايو
6 غارات جوية أمريكية بريطانية تستهدف مطار الحديدة الدولي.

#### 23 مايو
أعلنت القيادة المركزية الأمريكية نجاح قواتها يوم 22 مايو2024 في التصدي لأربع طائرات مسيرة في مناطق سيطرة حركة أنصار الله الحوثيون في اليمن، وأشارت إلى أن الطائرات المسيرة شكلت تهديدا للسفن الحربية الأمريكية وسفن التحالف والسفن التجارية. وأعلنت هيئة التجارة البحرية البريطانية عن سقوط صاروخ بالقرب من سفينة كانت تبحر على بعد 98 ميلا بحريا جنوب مدينة الحديدة اليمنية. بينما أعلنت شركة الأمن البحري البريطانية أمبري عن تعرض سفينة تجارية لهجوم صاروخي كانت تبحر على بعد 68 ميلا بحريا جنوب غرب مدينة الحوثي، وفي أعلان منفصل أعلنت عن تلقيها بلاغا من سفينة عن سقوط مقذوف في البحر على بعد 33 ميلا بحريا جنوب مدينة المخا اليمنية.

### 24 مايو
أعلنت القيادة المركزية الأمريكية إطلاق القوات المسلحة اليمنية الموالية لحركة أنصار الله الحوثيون لصاروخين بالستيين مضادين للسفن باتجاه البحر الأحمر. وأعلنت القوات المسلحة اليمنية الموالية لحركة أنصار الله الحوثيون استهداف السفينة الإسرائيلية إم إس سي ألكسندرا في البحر العربي بعدد لم تحدده من الصواريخ الباليستية، وقالت أن قواتها البحرية والصاروخية وسلاح الجو المسير استهدفت سفينة يانيس اليونانية خلال إبحارها في البحر الأحمر، وأشارت إلى أنها استهدفت السفينة بسبب وصول 3 سفن تابعة لشركة شرق المتوسط اليونانية المالكة لسفينة إلى المواني الإسرائيلية في يومي 4 و5 مايو 2024 وان الاستهداف ينضوي ضمن المرحلة الرابعة من التصعيد، وأضافت أن قواتها استهدافت السفينة الإسرائيلية إسيكس بعدد لم تحدده من الصواريخ في البحر الأبيض المتوسط، وأشارت إلى أنها استهدفت السفينة بسبب قيامها "بانتهاك قرار حظر الدخول إلى مواني فلسطين المحتلة"

#### 25 مايو
أعلنت القيادة المركزية الأمريكية نجاح قواتها يوم 23 مايو 2024 في التصدي "لصاروخ كروز هجومي بري" في مناطق سيطرة حركة أنصار الله الحوثيون في اليمن، وأشارت إلى أن الصاروخ شكل تهديد للولايات المتحدة وقوات التحالف والسفن التجارية.

#### 26 مايو
أعلنت القيادة المركزية الأمريكية تدمير طائرة مسيرة في البحر الأحمر أطلقت من مناطق سيطرة حركة أنصار الله الحوثيون في اليمن، وقالت إن الطائرة المسيرة شكلت تهديدا للسفن التجارية. ووزارة دفاع المملكة المتحدة تعلن إرسال المدمرة إتش إم إس دنكان إلى البحر الأحمر لمواجهة هجمات القوات المسلحة اليمنية الموالية لحركة أنصار الله الحوثيون على السفن، وأشارت إلى أنها ستحل محل المدمرة إتش إم إس ديموند التي انسحبت من البحر الأحمر.

#### 27 مايو
أعلنت القوات المسلحة اليمنية الموالية لحركة أنصار الله استهداف قواتها البحرية والصاروخية لسفينة لاريغو ديزرت الأمريكية في المحيط الهندي وسفينة إم إس سي ميتشيلا الإسرائيلية في المحيط الهندي. وسفينة مينرفا ليزا في البحر الأحمر بسبب انتهاكها قرار " حظرِ الدخولِ إلى موانئِ فلسطينَ المحتلة". وقالت أن سلاح الجو المسير التابعة لها استهدف مدمرتين أمريكيتين في البحر الأحمر، وأشارت إلى نجاح العملية. وأعلنت القيادة المركزية الأمريكية تدمير طائرة مسيرة في البحر الأحمر أطلقت من مناطق سيطرة حركة أنصار الله الحوثيون في اليمن وأضافت أن قواتها نجحت في بتدمير طائرة مسيرة في البحر الأحمر أطلقت من المناطق التي تسيطر عليها الحركة أنصار الله في اليمن، وأشارت إلى أن الطائرة المسيرة شكلت تهديدا وشيكا للسفن التجارية، وأكدت على أن تدمير الطائرة المسيرة يأتي في إطار حماية الملاحة الدولية وجهلها أكثر أمانا للسفن الحربية للولايات المتحدة والتحالف والسفن التجارية.

#### 28 مايو
أعلنت شركة الأمن البحري البريطانية أمبري عن تعرض سفينة تجارية لهجوم بثلاثة صواريخ خلال إبحارها في البحر الأحمر على بعد 54 ميلا بحريا جنوب غرب مدينة الحديدة، وأشارت إلى جنوح السفينة بعد تسرب المياه إلى عنبر الشحن إثر الهجوم عليها. في حين أعلنت هيئة عمليات التجارة البحرية البريطانية عن تعرض سفينة لهجوم خلال إبحارها في البحر الأحمر على بعد31 ميلا بحريا جنوب غرب مدينة الحديدة اليمنية، وأشارت إلى تضرر السفينة من الهجوم وان طاقمها لم يصب. وأعلن عن غارتان جويتان أمريكية وبريطانية تستهدف منطقة الجبانة في مدينة الحديدة.

#### 29 مايو
أعلنت القيادة المركزية الأمريكية تدمير قواتها 5 طائرات مسيرة في البحر الأحمر أطلقت من مناطق سيطرة حركة أنصار الله الحوثيون في اليمن، وأضافت أن القوات المسلحة اليمنية الموالية لحركة أنصار الله أطلقت 5 صواريخ باليستية مضادة للسفن بتجاه البحر الأحمر، وأشارت إلى أن 3 من الصواريخ المطلقة أصابت سفينة يونانية، وأعلنت القوات المسلحة اليمنية الموالية لحركة أنصار الله استهداف سفينة لاكس في البحر الأحمر بعدد لم تحدده من الصواريخ، وأشارت إلى تضرر السفينة بشكل كبير، وقالت أن قواتها استهدافت سفينة مورا وسفينة سيلادي في البحر الأحمر بعدد لم تحدده من الصواريخ البحرية والباليستية والطائرات المسيرة، واستهداف سفينتي ألبا وميرسك هارتفورد الأمريكيتين في بحر العرب بعدد لم تحدده من الصواريخ والطائرات المسيرة، واستهداف سفينة مينيرفا أنتونيا في البحر الأبيض المتوسط بعدد لم تحدده من الصواريخ الجوالة. وأعلنت شركة الأمن الخاصة بسفينة لاكس إصابة السفينة بخمسة صواريخ أطلقت من مناطق سيطرة حركة أنصار الله. وأعلنت القوات المسلحة اليمنية الموالية لحركة أنصار الله الحوثيون في بيان منفصل نجاح قوات الدفاع الجوي التابعة لها بإسقاط طائرة أمريكية دون طيار من نوع إم كيو 9 بصاروخ أرض جو محلي الصنع في المجال الجوي لمحافظة مأرب اليمنية، وأشارت إلى أن الطائرة كانت تنفذ مهام عدائية في الأجواء اليمنية.

#### 30 مايو
أعلنت القيادة المركزية الأمريكية نجاح قواتها بتدمير طائرتين مسيرتين في أجواء البحر الأحمر أطلقتا من مناطق سيطرة حركة أنصار الله الحوثيون في اليمن، وأضافت أن قواتها دمرت منصتي إطلاق صواريخ في مناطق سيطرة حركة أنصار الله في اليمن، وأشارت إلى أن القوات المسلحة اليمنية الموالية لحركة أنصار الله أطلقت صاروخين مضادين للسفن يوم 28 مايو 2024 بتجاه البحر الأحمر لم ينتج عنهما أي إصابات أو أضرار. وأعلن عن 6 غارات أمريكية وبريطانية تستهدف مدينة ومحافظة صنعاء، و4 غارات تستهدف مديرية الحوك في مدينة الحديدة، وغارة على ميناء الصليف بمحافظة الحديدة، وغارة جوية في مديرية حيفان بمحافظة تعز.

#### 31 مايو
أعلنت القوات المسلحة اليمنية الموالية لحركة أنصار الله الحوثيون استهداف قواتها البحرية والصاروخية لحاملة الطائرات الأمريكية أيزنهاور في البحر الأحمر بعدد لم تحدده من الصواريخ الجوالة والباليستية، وأشارت إلى أن حاملة الطائرات أصيبت بشكل مباشر ودقيق، وأكدت أن استهداف حاملة الطائرات جاء رد على مقتل وجرح 58 مدنيا وعسكريا في الغارات الأمريكية والبريطانية على مناطق سيطرة حركة أنصار الله في اليمن. وأعلنت القيادة المركزية الأمريكية نجاح قواتها في تدمير 8 طائرات مسيرة في مناطق سيطرة حركة أنصار الله في اليمن وفي المجال الجوي للبحر الأحمر، وفي بيان منفصل أعلنت عن شن قوات الولايات المتحدة والمملكة المتحدة لغارات جوية على 13 هدفا في مناطق سيطرة حركة أنصار الله في اليمن في حين أعلن مكتب الصحة بمحافظة الحديدة مقتل 16 شخصا وإصابة 35 آخرين بجروح إثر غارات جوية أمريكية وبريطانية في محافظة الحديدة اليمنية.